# Coupe de France de football 2019-2020
Navigation
Coupe de France 2018-2019 Coupe de France 2020-2021
La coupe de France de football 2019-2020 est la 103e édition de la Coupe de France, compétition à élimination directe mettant aux prises des clubs de football amateurs et professionnels affiliés à la Fédération française de football, qui l'organise conjointement avec les ligues régionales.
La finale, reportée de trois mois en raison de la pandémie de Covid-19, est jouée le 24 juillet 2020 au Stade de France. Le Paris Saint-Germain remporte contre l'AS Saint-Étienne (1-0) son 13e titre dans cette compétition.

## Déroulement de la compétition
Le système est le même que celui utilisé les années précédentes.

## Calendrier
Voici le calendrier de cette édition.
| Tour                                                                           | Nom                        | Dates retenues                                                    | Équipes participantes | Équipes gagnantes |
| 0                                                                              | Tour préliminaire          | Dates régionales                                                  | ?                     | ?                 |
| 1                                                                              | Premier tour               | Dates régionales                                                  | ?                     | ?                 |
| 2                                                                              | Deuxième tour              | Dates régionales                                                  | ?                     | ?                 |
| Entrée des 168 clubs de National 3 et du représentant de St-Pierre-et-Miquelon |                            |                                                                   |                       |                   |
| 3                                                                              | Troisième tour             | dimanche 15 septembre                                             | 2 146                 | 1 073             |
| Entrée des 51 clubs de National 2                                              |                            |                                                                   |                       |                   |
| 4                                                                              | Quatrième tour             | dimanche 29 septembre                                             | 1 124                 | 562               |
| Entrée des 18 clubs de National                                                |                            |                                                                   |                       |                   |
| 5                                                                              | Cinquième tour             | dimanche 13 octobre                                               | 580                   | 290               |
| 6                                                                              | Sixième tour               | dimanche 27 octobre                                               | 290                   | 145               |
| Entrée des 20 clubs de Ligue 2 et des 11 clubs d'Outre-Mer                     |                            |                                                                   |                       |                   |
| 7                                                                              | Septième tour              | samedi 16 et dimanche 17 novembre                                 | 176                   | 88                |
| 8                                                                              | Huitième tour              | samedi 7 et dimanche 8 décembre                                   | 88                    | 44                |
| Tableau final, entrée des 20 clubs de Ligue 1                                  |                            |                                                                   |                       |                   |
| 9                                                                              | Trente-deuxièmes de finale | vendredi 3, samedi 4, dimanche 5 et lundi 6 janvier               | 64                    | 32                |
| 10                                                                             | Seizièmes de finale        | jeudi 16, vendredi 17, samedi 18, dimanche 19 et lundi 20 janvier | 32                    | 16                |
| 11                                                                             | Huitièmes de finale        | mardi 28, mercredi 29 et jeudi 30 janvier                         | 16                    | 8                 |
| 12                                                                             | Quarts de finale           | mardi 11, mercredi 12 et jeudi 13 février                         | 8                     | 4                 |
| 13                                                                             | Demi-finales               | mercredi 4 et jeudi 5 mars                                        | 4                     | 2                 |
| 14                                                                             | Finale au Stade de France  | vendredi 24 juillet                                               | 2                     | 1                 |

1. ↑  Les rencontres peuvent se jouer à d'autres dates du fait d'un report par l'arbitre, ou d'un d'accord des deux clubs.
2. ↑  Seulement en Centre-Val de Loire et Hauts-de-France.

## Résultats

### Tours régionaux
Plusieurs milliers de matchs sont joués lors des tours préliminaires.

Dans cet article, seuls seront indiqués les résultats des clubs professionnels aux 5e et 6e tours et l'ensemble des résultats à partir du 7e tour.

Pour consulter l'ensemble des rencontres, voir l'article anglophone : en:2019–20 Coupe de France preliminary rounds

#### Cinquième tour
| 12 octobre 2019 | AS Ugine (D1) | 0 - 7   | Bourg-en-Bresse 01 (N)                                                                               |                                            |                                            |
| 14 h 30         |               | (0 - 3) | Belaroussi 7e · Nabab 31e · Belaroussi 42e · Nabab 54e · Belaroussi 70e · Khous 75e · Belaroussi 85e | Stade De Montmain, Ugine Spectateurs : 520 | Stade De Montmain, Ugine Spectateurs : 520 |

| 13 octobre 2019 | FC Saint-Estève (R1) | 0 - 1   | AS Béziers (N) |                                   |                                   |
| 14 h 30         |                      | (0 - 0) | Buric 55e      | Stade de la Piscine, Saint-Estève | Stade de la Piscine, Saint-Estève |

| 13 octobre 2019 | CO Les Ulis (N3) | 1 - 3   | Red Star FC (N) |                                    |                                    |
| 14 h 30         |                  | (0 - 0) |                 | Stade Jean-Marc Salinier, Les Ulis | Stade Jean-Marc Salinier, Les Ulis |

| 13 octobre 2019 | Rouen Sapins FC (R2) | 0 - 4 | US Quevilly-Rouen Métropole (N) |                               |                               |
| 15 h            |                      |       |                                 | Stade François Salomon, Rouen | Stade François Salomon, Rouen |

| 13 octobre 2019 | Afa FA (R1) | 0 - 1 | Gazélec FC Ajaccio (N) |                      |                      |
| 15 h            |             |       |                        | Stade Municipal, Afa | Stade Municipal, Afa |

#### Sixième tour
| 26 octobre 2019 | Gallia Lucciana (N3) | 0 - 3 | Gazélec FC Ajaccio (N) |                                  |                                  |
| 15 h            |                      |       | Pollet · Lebon         | Stade Charles Galletti, Lucciana | Stade Charles Galletti, Lucciana |

| 26 octobre 2019 | US Colomiers (N2) | 1 - 0   | AS Béziers (N) |                             |                             |
| 18 h            | Cardinali 38e     | (1 - 0) |                | Stade René Lupis, Colomiers | Stade René Lupis, Colomiers |

| 26 octobre 2019 | Le Grand-Quevilly FC (N3) | 0 - 2 | US Quevilly-Rouen Métropole (N) |                                      |                                      |
| 18 h            |                           |       | 31e (pen.) Diakité · 36e Ndao   | Stade Chêne À Leu, Le Grand Quevilly | Stade Chêne À Leu, Le Grand Quevilly |

| 27 octobre 2019 | FC Charvieu-Chavagneux (R2) | 0 - 4   | Bourg-en-Bresse 01 (N)                               |                                          |                                          |
| 14 h            |                             | (0 - 2) | 15e Sacko · 41e Anani · 71e Kraichi · 90e Belaroussi | Stade Just Fontaine, Charvieu-Chavagneux | Stade Just Fontaine, Charvieu-Chavagneux |

| 27 octobre 2019 | AAS Sarcelles (R2) | 0 - 3   | Red Star FC (N)                      |                                    |                                    |
| 14 h 30         |                    | (0 - 2) | 18e Michel · 38e (csc) · 88e Chahiri | Stade Jean-Marc Salinier, Les Ulis | Stade Jean-Marc Salinier, Les Ulis |

### Septième tour
Le tirage au sort a lieu le 29 octobre pour les rencontres concernant les clubs de l'Outre-Mer au siège de la FFF et le 30 octobre pour les autres rencontres au centre d'entrainement de Clairefontaine.

À ce stade de la compétition, le Petit Poucet est le club du Verton FC qui évolue en première division de Départemental du Pas de Calais (9e niveau).
La répartition du nombre de clubs par ligue régionale est déterminé pour chaque édition par la fédération.

#### Tirage des clubs de l'Outre-Mer
Les clubs ultramarins sont opposés à des clubs métropolitains qui se sont portés volontaires. Peuvent postuler l'ensemble des clubs de National et National 2 et les clubs de National 3 se classant dans les trois premiers de leur groupe respectif au moment du tirage. Les clubs retenus sont 1 club de National 2 (Jura Sud Foot) et 4 club de National 3 (FC Versailles, Racing Besançon, ASP Vauban Strasbourg, Évreux FC) 
| 6 novembre 2019 | CS moulien (R1 Guadeloupe) | 0 - 2 | Jeunesse Evolution FC (R1 Guadeloupe) |                                                               |                                                               |
| 20 h UTC-4      |                            |       |                                       | Stade René Serge Nabajoth, Les Abymes Arbitrage : Damien Rosa | Stade René Serge Nabajoth, Les Abymes Arbitrage : Damien Rosa |

| 6 novembre 2019 | Golden Star (R2 Martinique) | 0 - 1 | Club franciscain (R1 Martinique) |                                                            |                                                            |
| 20 h UTC-4      |                             |       |                                  | Stade Pierre Aliker, Fort-de-France Arbitrage : Noël Luxon | Stade Pierre Aliker, Fort-de-France Arbitrage : Noël Luxon |

| 8 novembre 2019 | AJ Saint-Georges (R1 Guyane) | 2 - 1 | CSC Cayenne (R1 Guyane) |                                                             |                                                             |
| 20 h UTC-3      |                              |       |                         | Stade Edmard-Lama, Remire-Montjoly Arbitrage : Maxime Boris | Stade Edmard-Lama, Remire-Montjoly Arbitrage : Maxime Boris |

| 16 novembre 2019 | Jura Sud Foot (N2) | 0 - 1   | JS Saint-Pierroise (R1 La Réunion) |                                      |                                      |
| 16 h             |                    | (0 - 1) | 18e Fontaine                       | Stade municipal, Moirans-en-Montagne | Stade municipal, Moirans-en-Montagne |

| 16 novembre 2019 | ASP Vauban Strasbourg (N3)                    | 3 - 1   | Hienghène Sports (R1 Nouvelle-Calédonie) |                               |                               |
| 17 h             | Oliveira 38e · Benhacene 84e · Kekambus 90+1e | (1 - 0) | 54e                                      | Stade Émile-Stahl, Strasbourg | Stade Émile-Stahl, Strasbourg |

| 16 novembre 2019 | AS Vénus (R1 Polynésie) | 1 - 4 | Racing Besançon (N3) |                                   |                                   |
| 16 h UTC-10      |                         |       |                      | Stade municipal de Mahina, Mahina | Stade municipal de Mahina, Mahina |

| 17 novembre 2019 | Évreux FC (N3) | 3 - 0 | FC Mtsapéré (R1 Mayotte) |                                                         |                                                         |
| 14 h             |                |       |                          | Stade de la Madeleine, Évreux Arbitrage : Clément Fabry | Stade de la Madeleine, Évreux Arbitrage : Clément Fabry |

| 17 novembre 2019 | US Sainte-Marienne (R1 La Réunion) | 2 - 3 | FC Versailles (N3) |                                                                          |                                                                          |
| 15 h 30 UTC+4    |                                    |       |                    | Stade Nelson Mandela De Duparc, Sainte-Marie Arbitrage : Jérémie Pignard | Stade Nelson Mandela De Duparc, Sainte-Marie Arbitrage : Jérémie Pignard |

#### Tirage principal
Comme lors des éditions précédentes, les clubs sont répartis en 10 groupes régionaux. Le principal objectif étant d’assurer une répartition égale des clubs des différents niveaux et un regroupement secondaire par zone géographique ; chaque groupe comporte deux clubs de Ligue 2.
- Groupe A

| 15 novembre 2019 | Le Havre AC (L2) | 1 - 3   | USL Dunkerque (N)         |                                                   |                                                   |
| 20 h             | Basque 37e       | (0 - 0) | 27e Goteni · 66e 83e Bayo | Stade Océane, Le Havre Arbitrage : Aurélien Petit | Stade Océane, Le Havre Arbitrage : Aurélien Petit |

| 16 novembre 2019 | RC Lens (L2)                | 3 - 1 a. p. | US Boulogne (N) |                                                          |                                                          |
| 17 h             | Perez 53e · Keita 107e 110e | (0 - 0)     | 76e Id Azza     | Stade Bollaert-Delelis, Lens Arbitrage : Bastien Dechepy | Stade Bollaert-Delelis, Lens Arbitrage : Bastien Dechepy |

| 16 novembre 2019 | ESM Gonfreville (N3) | 1 - 0   | Le Touquet AC (N3) |                                                                     |                                                                     |
| 18 h             | Thioubou 55e         | (0 - 0) |                    | Stade Maurice Baquet, Gonfreville-l'Orcher Arbitrage : Marc Michout | Stade Maurice Baquet, Gonfreville-l'Orcher Arbitrage : Marc Michout |

| 17 novembre 2019 | Olympique Lumbrois (R2)      | 3 - 3 a. p. 2 - 4 t. a. b. | Olympique Grande-Synthe (N3)          |                                                     |                                                     |
| 14 h             | Caron 13e · 88e · Rufin 120e | (1 - 2)                    | 24e Niang · 34e Cosyn · 98e El Habibe | Stade Jean Lebas, Lumbres Arbitrage : Gaëtan Korbas | Stade Jean Lebas, Lumbres Arbitrage : Gaëtan Korbas |
| 14 h             | Tirs au but 2 - 4            |                            |                                       | Stade Jean Lebas, Lumbres Arbitrage : Gaëtan Korbas | Stade Jean Lebas, Lumbres Arbitrage : Gaëtan Korbas |

| 17 novembre 2019 | US Saint-Omer (R1) | 0 - 1   | FC Dieppe (N3) |                                                           |                                                           |
| 14 h             |                    | (0 - 1) | 45e Garnier    | Stade Gaston Bonnet, Saint-Omer Arbitrage : Renaud Potier | Stade Gaston Bonnet, Saint-Omer Arbitrage : Renaud Potier |

| 17 novembre 2019 | US Gravelines (R1)                | 2 - 3 a. p. | FC Rouen (N2)                                |                                                                |                                                                |
| 14 h             | Joveta 31e · Vereecque 38e (pen.) | (2 - 1)     | 30e Sainte-Luce · 90+5e Salhoune · 100e Diop | Stade des Huttes, Gravelines Arbitrage : Awaisse Mohamed Akbar | Stade des Huttes, Gravelines Arbitrage : Awaisse Mohamed Akbar |

| 17 novembre 2019 | Verton FC (D1) | 0 - 3   | Stade Portelois (N3)                    |                                                        |                                                        |
| 14 h             |                | (0 - 0) | 66e Delpierre · 81e Lerat · 88e Flahaut | Complexe Sportif 1, Verton Arbitrage : Geoffrey Kubler | Complexe Sportif 1, Verton Arbitrage : Geoffrey Kubler |

| 17 novembre 2019 | US tourquennoise (R1)                                    | 5 - 0   | Grand Calais Pascal FC (R2) |                                                             |                                                             |
| 14 h             | De Araujo 39e 74e · Petit 63e · Lounas 72e · Halipre 87e | (1 - 0) |                             | Stade Van De Veegaete, Tourcoing Arbitrage : Ludovic Genest | Stade Van De Veegaete, Tourcoing Arbitrage : Ludovic Genest |

- Groupe B

| 16 novembre 2019 | US Nœuxois (R1) | 0 - 2   | FC Bastia-Borgo (N)         |                                                                       |                                                                       |
| 14 h             |                 | (0 - 0) | 50e Cropanese · 77e Odzoumo | Stade Camille-Tisserand, Nœux-les-Mines Arbitrage : Lakhdar El Bedoui | Stade Camille-Tisserand, Nœux-les-Mines Arbitrage : Lakhdar El Bedoui |

| 16 novembre 2019 | AC Cambrai (R1) | 0 - 1   | US Quevilly-Rouen Métropole (N) |                                                           |                                                           |
| 18 h             |                 | (0 - 0) | 60e Araujo                      | Stade de la Liberté, Cambrai Arbitrage : Anthony Ustaritz | Stade de la Liberté, Cambrai Arbitrage : Anthony Ustaritz |

| 16 novembre 2019 | AS Beauvais Oise (N3) | 1 - 4   | FC Chambly Oise (L2)                                         |                                                            |                                                            |
| 20 h             | Traoré 60e            | (0 - 3) | 15e (pen.) Tallo · 44e Santelli · 45e Beaulieu · 53e Guezoui | Stade Pierre-Brisson, Beauvais Arbitrage : Thierry Bouille | Stade Pierre-Brisson, Beauvais Arbitrage : Thierry Bouille |

| 17 novembre 2019 | US Saint-Maximin (R2) | 0 - 2   | Valenciennes FC (L2)           |                                                            |                                                            |
| 14 h             |                       | (0 - 0) | 60e Chevalier · 80e Boutoutaou | Stade M. Letellier, Saint-Maximin Arbitrage : Pierre Legat | Stade M. Letellier, Saint-Maximin Arbitrage : Pierre Legat |

| 17 novembre 2019 | AS Prix-lès-Mézières (N3) | 2 - 0   | Wasquehal Football (R1) |                                                                |                                                                |
| 14 h             | Thioune 3e · Houlot 84e   | (1 - 0) |                         | Stade De La Poterie, Prix-lès-Mézières Arbitrage : Romain Zamo | Stade De La Poterie, Prix-lès-Mézières Arbitrage : Romain Zamo |

| 17 novembre 2019 | Olympique Adamois (R2) | 2 - 3 a. p. | Olympique Saint-Quentin (N2) |                                                          |                                                          |
| 14 h             |                        | (1 - 0)     |                              | Stade Philippe Grante, L'Isle-Adam Arbitrage : Paul Garo | Stade Philippe Grante, L'Isle-Adam Arbitrage : Paul Garo |

| 17 novembre 2019 | US Pont-Sainte-Maxence (R2) | 1 - 2   | USM Senlis (R1)    |                                                                       |                                                                       |
| 14 h             | Kaba Soares 40e             | (1 - 1) | 42e · 90e Gonzalez | Stade Georges Decroze, Pont-Sainte-Maxence Arbitrage : Mederic Lacour | Stade Georges Decroze, Pont-Sainte-Maxence Arbitrage : Mederic Lacour |

| 17 novembre 2019 | Olympique marcquois (N3) | 0 - 1   | IC Croix (N2)   |                                                                  |                                                                  |
| 15 h             |                          | (0 - 0) | 54e Christiaens | Stade Georges Niquet, Marcq-en-Barœul Arbitrage : Felicien Gazon | Stade Georges Niquet, Marcq-en-Barœul Arbitrage : Felicien Gazon |

- Groupe C

| 16 novembre 2019 | Auch Football (N3) | 0 - 5   | Rodez AF (L2)                                |                                                               |                                                               |
| 14 h             |                    | (0 - 3) | 27e 34e Caddy · 37e 62e Ouhafsa · 88e Mathis | Complexe Sportif Éric Carrière, Auch Arbitrage : Gaël Angoula | Complexe Sportif Éric Carrière, Auch Arbitrage : Gaël Angoula |

| 16 novembre 2019 | Bergerac Périgord FC (N2) | 1 - 0   | Clermont Foot (L2) |                                                     |                                                     |
| 14 h 30          | Fichten 16e               | (1 - 0) |                    | Stade de Campréal, Bergerac Arbitrage : Ahmed Taleb | Stade de Campréal, Bergerac Arbitrage : Ahmed Taleb |

| 16 novembre 2019 | FC Albères Argelès (R1) | 0 - 1   | Pau FC (N) |                                                                  |                                                                  |
| 18 h             |                         | (0 - 1) | 7e Sabaly  | Stade Eric Cantona, Argelès-sur-Mer Arbitrage : Aldric Chancioux | Stade Eric Cantona, Argelès-sur-Mer Arbitrage : Aldric Chancioux |

| 16 novembre 2019 | Trélissac FC (N2)        | 2 - 0   | Stade montois (N3) |                                                             |                                                             |
| 18 h             | Fourmy 15e · Diaby 90+2e | (1 - 0) |                    | Stade Firmin Daudou, Trélissac Arbitrage : Julien Rouquette | Stade Firmin Daudou, Trélissac Arbitrage : Julien Rouquette |

| 16 novembre 2019 | Marssac RSRDT (R1)       | 2 - 1   | FC Saint-Médard-en-Jalles (R1) |                                                              |                                                              |
| 19 h             | Lacourt 80e · Michel 82e | (0 - 1) | 15e                            | Stade Désiré Gach, Marssac-sur-Tarn Arbitrage : Tawbane Kani | Stade Désiré Gach, Marssac-sur-Tarn Arbitrage : Tawbane Kani |

| 17 novembre 2019 | US Mozac (R3)            | 2 - 3   | FC Cournon (R2)          |                                                                 |                                                                 |
| 14 h             | Lelion 6e · Ducrotoy 29e | (2 - 0) | 46e 55e 66e (pen.) Berot | Complexe Sportif Edmond Vacant, Mozac Arbitrage : Bastien Leray | Complexe Sportif Edmond Vacant, Mozac Arbitrage : Bastien Leray |

| 17 novembre 2019 | L'Union Saint-Jean FC (R1) | 0 - 1   | Aviron bayonnais FC (N3) |                                                        |                                                        |
| 14 h             |                            | (0 - 0) | 74e (pen.) Dos Santos    | Stade Georges Beney, L'Union Arbitrage : Remy Rasclard | Stade Georges Beney, L'Union Arbitrage : Remy Rasclard |

| 19 novembre 2019 | Rodéo FC (N3) | 0 - 1   | US Colomiers (N2) |                               |                               |
| 20 h             |               | (0 - 1) | 45+6e Temmar      | Stade Robert Barran, Toulouse | Stade Robert Barran, Toulouse |

- Groupe D

| 16 novembre 2019 | US Saint-Flour (N3)                        | 3 - 1   | AC Ajaccio (L2) |                                                               |                                                               |
| 14 h             | Coutarel 10e · Jusserandot 62e · Raoul 90e | (1 - 1) | 20e Cavalli     | Stade René Jarlier, Saint-Flour Arbitrage : Cédric Dos Santos | Stade René Jarlier, Saint-Flour Arbitrage : Cédric Dos Santos |

| 16 novembre 2019 | AS Fabrègues (N3)                          | 3 - 1 a. p. | RCO agathois (N3) |                                                           |                                                           |
| 14 h             | Derrar 42e · Yagoussseti 101e · Ouabi 102e | (1 - 1)     | 25e               | Stade Joseph Jeanton, Fabrègues Arbitrage : Yann Gazagnes | Stade Joseph Jeanton, Fabrègues Arbitrage : Yann Gazagnes |

| 16 novembre 2019 | Entente UGA Ardziv (N3) | 0 - 1   | Le Puy Foot (N) |                                                  |                                                  |
| 15 h             |                         | (0 - 0) | 78e Clement     | Stade Sévan, Marseille Arbitrage : Julien Reynet | Stade Sévan, Marseille Arbitrage : Julien Reynet |

| 16 novembre 2019 | ÉFC Fréjus Saint-Raphaël (N2) | 2 - 1   | Grenoble Foot (L2) |                                                          |                                                          |
| 17 h             | Tlili 22e 48e                 | (1 - 0) | 55e Benet          | Stade Louis-Hon, Saint-Raphaël Arbitrage : Jérémy Stinat | Stade Louis-Hon, Saint-Raphaël Arbitrage : Jérémy Stinat |

| 16 novembre 2019 | FC Lyon (R2) | 0 - 1   | Athlético Marseille (N3) |                                                            |                                                            |
| 18 h             |              | (0 - 1) |                          | Stade Georges Vuillermet, Lyon Arbitrage : Robin Chapapria | Stade Georges Vuillermet, Lyon Arbitrage : Robin Chapapria |

| 16 novembre 2019 | RC Grasse (N2)         | 2 - 0   | US Marseille Endoume (N2) |                                                         |                                                         |
| 18 h             | Ako 53e · Artheron 58e | (0 - 0) |                           | Stade de La Paoute, Grasse Arbitrage : William Toulliou | Stade de La Paoute, Grasse Arbitrage : William Toulliou |

| 16 novembre 2019 | Olympique d'Alès en Cévennes (N3) | 1 - 0   | AS Lattoise (R1) |                                                      |                                                      |
| 19 h             | Briancon 53e                      | (0 - 0) |                  | Stade Pierre-Pibarot, Alès Arbitrage : Louis Lungeri | Stade Pierre-Pibarot, Alès Arbitrage : Louis Lungeri |

| 17 novembre 2019 | US St Galmier Chamboeuf (R3) | 0 - 0 a. p. 2 - 3 t. a. b. | Côte Chaude Sportif (R2) |                                                               |                                                               |
| 14 h             |                              | (0 - 0)                    |                          | Stade Benoît Rolles, Saint-Galmier Arbitrage : Julien Schmitt | Stade Benoît Rolles, Saint-Galmier Arbitrage : Julien Schmitt |
| 14 h             | Tirs au but 2 - 3            |                            |                          | Stade Benoît Rolles, Saint-Galmier Arbitrage : Julien Schmitt | Stade Benoît Rolles, Saint-Galmier Arbitrage : Julien Schmitt |

- Groupe E

| 15 novembre 2019 | Bourg-en-Bresse 01 (N) | 1 - 0   | ES Troyes AC (L2) |                                                                   |                                                                   |
| 20 h             | Anani 45e              | (1 - 0) |                   | Stade Marcel-Verchère, Bourg-en-Bresse Arbitrage : Mehdi Mokhtari | Stade Marcel-Verchère, Bourg-en-Bresse Arbitrage : Mehdi Mokhtari |

| 16 novembre 2019 | US La Charité-sur-Loire (R1) | 0 - 4   | AJ Auxerre (L2)                                       |                                                                      |                                                                      |
| 14 h             |                              | (0 - 1) | 3e Merdji · 40e Sorgić · 54e Ngando · 90e Ji Xiaoxuan | Stade André Jomier, La Chapelle-Montlinard Arbitrage : Mickael Leleu | Stade André Jomier, La Chapelle-Montlinard Arbitrage : Mickael Leleu |

| 16 novembre 2019 | RC lédonien (R1) | 1 - 2   | FC Annecy (N2)        |                                                         |                                                         |
| 18 h             | Rachedi 56e      | (0 - 1) | 35e Kadi · 46e Rocchi | Stade municipal, Lons-le-Saunier Arbitrage : Ali Djedid | Stade municipal, Lons-le-Saunier Arbitrage : Ali Djedid |

| 16 novembre 2019 | ES Chilly (R2) | 1 - 0   | Hauts Lyonnais (N3) |                                                      |                                                      |
| 18 h             | Gagne 58e      | (0 - 0) |                     | Stade Municipal, Chilly Arbitrage : Maxime Apruzzese | Stade Municipal, Chilly Arbitrage : Maxime Apruzzese |

| 17 novembre 2019 | FC 4 Rivières 70 (R1) | 3 - 1   | Chassieu Décines FC (R1) |                                                                    |                                                                    |
| 14 h             |                       | (0 - 0) |                          | Stade Municipa, Dampierre-sur-Salon Arbitrage : Gregory Guy Prevot | Stade Municipa, Dampierre-sur-Salon Arbitrage : Gregory Guy Prevot |

| 17 novembre 2019 | US Annecy-le-Vieux (R2) | 0 - 4   | FC Limonest St-Didier (N3) |                                                                       |                                                                       |
| 14 h             |                         | (0 - 1) |                            | Complexe Sportif d'Albigny, Annecy-le-Vieux Arbitrage : Gaëtan Martin | Complexe Sportif d'Albigny, Annecy-le-Vieux Arbitrage : Gaëtan Martin |

| 19 novembre 2019 | FC Bourgoin-Jallieu (N3) | 0 - 2   | FC Villefranche Beaujolais (N)  |                                        |                                        |
| 20 h             |                          | (0 - 1) | 17e Dadoune · 59e (pen.) Sergio | Stade De Chantereine, Bourgoin-Jallieu | Stade De Chantereine, Bourgoin-Jallieu |

| 24 novembre 2019 | Olympique de Valence (R1)                  | 3 - 1   | Thonon Évian Grand Genève FC (R1) |                                                             |                                                             |
| 14 h             | 42e Merabet · 53e Benhmida · 90+3e Cettier | (1 - 1) | Chaibi 12e                        | Stade Georges-Pompidou, Valence Arbitrage : Guillaume Janin | Stade Georges-Pompidou, Valence Arbitrage : Guillaume Janin |

- Groupe F

| 16 novembre 2019 | ASM Belfort (N2) | 1 - 0   | GFC Ajaccio (N) |                                                            |                                                            |
| 14 h             | Regnier 71e      | (0 - 0) |                 | Stade Roger-Serzian, Belfort Arbitrage : Pierre Gaillouste | Stade Roger-Serzian, Belfort Arbitrage : Pierre Gaillouste |

| 16 novembre 2019 | SAS Épinal (N2)        | 2 - 0   | FC Sochaux-Montbéliard (L2) |                                                                |                                                                |
| 15 h             | Biron 28e · Kubota 82e | (1 - 0) |                             | Stade de la Colombière, Épinal Arbitrage : Abdelatif Kherradji | Stade de la Colombière, Épinal Arbitrage : Abdelatif Kherradji |

| 16 novembre 2019 | FC Montceau Bourgogne (N3)                | 4 - 2 a. p. | FC Geispolsheim 01 (R1)         |                                                                   |                                                                   |
| 18 h             | Rougeot 51e 120e · Moreau 77e · Maia 113e | (0 - 1)     | 41e (csc) Bagnon · 79e Comtesse | Stade des Alouettes, Montceau-les-Mines Arbitrage : Raphael Roumy | Stade des Alouettes, Montceau-les-Mines Arbitrage : Raphael Roumy |

| 17 novembre 2019 | AS Belfort Sud (R1) | 1 - 2   | AS Nancy-Lorraine (L2) |                                                         |                                                         |
| 14 h             | 27e (pen.) Saoudi   | (1 - 1) | Ndoh 21e · Seka 90+7e  | Stade Marcel-Picot, Nancy Arbitrage : Faouzi Benchabane | Stade Marcel-Picot, Nancy Arbitrage : Faouzi Benchabane |

| 17 novembre 2019 | US Vandœuvre (R1)  | 2 - 0   | FC Lunéville (R1) |                                                                               |                                                                               |
| 14 h             | El Guerrab 40e 45e | (2 - 0) |                   | Parc des Sports de Vandœuvre, Vandœuvre-lès-Nancy Arbitrage : Clément Visbecq | Parc des Sports de Vandœuvre, Vandœuvre-lès-Nancy Arbitrage : Clément Visbecq |

| 17 novembre 2019 | AS Sundhoffen (R2) | 0 - 3   | FC Mulhouse (N2)                        |                                                                |                                                                |
| 14 h             |                    | (0 - 2) | 11e Diouf · 17e El Moussaid · 46e Kecha | Stade Raymond Bollinger, Sundhoffen Arbitrage : Emmanuel Caron | Stade Raymond Bollinger, Sundhoffen Arbitrage : Emmanuel Caron |

| 17 novembre 2019 | US Oberschaeffolsheim (R3) | 1 - 3   | US Raon (N3)                                |                                                              |                                                              |
| 15 h             |                            | (1 - 1) | 5e Merbah · 71e Omombé Epoyo · 87e Hassidou | Stade Du Canal, Oberschaeffolsheim Arbitrage : Loïc Lhenoret | Stade Du Canal, Oberschaeffolsheim Arbitrage : Loïc Lhenoret |

| 17 novembre 2019 | AS Erstein (R1) | 0 - 2   | ES Thaonnaise (N3)      |                                                        |                                                        |
| 15 h             |                 | (0 - 1) | 9e Uhlrich · 88e Camara | Stade Municipal, Erstein Arbitrage : Cyril Angela Dell | Stade Municipal, Erstein Arbitrage : Cyril Angela Dell |

- Groupe G

| 16 novembre 2019 | CSO Amnéville (N3) | 0 - 2   | Paris FC (L2)        |                                                               |                                                               |
| 17 h             |                    | (0 - 1) | 17e Mara · 74e Diaby | Stade Andre Valentin, Amnéville Arbitrage : Matthieu Bonnetin | Stade Andre Valentin, Amnéville Arbitrage : Matthieu Bonnetin |

| 16 novembre 2019 | US Sarre-Union (N3) | 0 - 2   | US Créteil-Lusitanos (N) |                                                          |                                                          |
| 17 h             |                     | (0 - 1) | 28e Habbas · 81e Soaré   | Stade Omnisports, Sarre-Union Arbitrage : Antoine Valnet | Stade Omnisports, Sarre-Union Arbitrage : Antoine Valnet |

| 16 novembre 2019 | Moulins Yzeure Foot (N2) | 1 - 2   | St-Pryvé St-Hilaire FC (N2) |                                                       |                                                       |
| 18 h             | Deniaud 86e (pen.)       | (0 - 2) | 22e 35e Antoine             | Stade de Bellevue, Yzeure Arbitrage : Valentin Ougier | Stade de Bellevue, Yzeure Arbitrage : Valentin Ougier |

| 16 novembre 2019 | Villemomble Sports (R2) | 1 - 5   | US Orléans (L2)                                         |                                                                 |                                                                 |
| 19 h             |                         | (0 - 1) | 30e Correa · 54e · 68e 77e (pen.) Scheidler · 86e Talal | Stade Georges Pompidou, Villemomble Arbitrage : Marc Bollengier | Stade Georges Pompidou, Villemomble Arbitrage : Marc Bollengier |

| 17 novembre 2019 | SSEP Hombourg-Haut (R3) | 1 - 0   | US Forbach (R1) |                                                               |                                                               |
| 14 h             | M'Barki 82e             | (0 - 0) |                 | Stade Omnisports, Hombourg-Haut Arbitrage : Thomas Depierreux | Stade Omnisports, Hombourg-Haut Arbitrage : Thomas Depierreux |

| 17 novembre 2019 | ÉF Reims Sainte-Anne (R1) | 0 - 0 a. p. 5 - 4 t. a. b. | Cormontreuil FC (R1) |                                                          |                                                          |
| 14 h             |                           | (0 - 0)                    |                      | Stade Robert-Pires, Reims Arbitrage : Valentin Giorgetti | Stade Robert-Pires, Reims Arbitrage : Valentin Giorgetti |
| 14 h             | Tirs au but 5 - 4         |                            |                      | Stade Robert-Pires, Reims Arbitrage : Valentin Giorgetti | Stade Robert-Pires, Reims Arbitrage : Valentin Giorgetti |

| 17 novembre 2019 | CA Boulay (R1)          | 2 - 1   | CS Meaux Academy (R1) |                                                                          |                                                                          |
| 14 h             | Chirre 66e · Martin 89e | (0 - 1) | 18e Camara            | Stade Charles Muller, Boulay-Moselle Arbitrage : Adrien Simond Duperrier | Stade Charles Muller, Boulay-Moselle Arbitrage : Adrien Simond Duperrier |

| 23 novembre 2019 | Sainte-Geneviève Sports (N2) | 0-1   | Entente SSG (N2) |                                               |                                               |
| 18 h             |                              | (0-1) | 2e Diedhiou      | Stade Léo Lagrange, Sainte-Geneviève-des-Bois | Stade Léo Lagrange, Sainte-Geneviève-des-Bois |

- Groupe H

| 16 novembre 2019 | FC Lorient (L2)                              | 3 - 0   | EA Guingamp (L2) |                                                                |                                                                |
| 17 h 30          | Bozok 6e · Laurienté 50e · Kerbrat 82e (csc) | (1 - 0) |                  | Stade du Moustoir, Lorient Arbitrage : Bartolomeu Varela Teles | Stade du Moustoir, Lorient Arbitrage : Bartolomeu Varela Teles |

| 16 novembre 2019 | CS Bettonnais (R3) | 0 - 6   | US Concarneau (N)                                |                                                    |                                                    |
| 18 h             |                    | (0 - 2) | 24e 33e Ebrard · 61e 64e Moina · 77e (81) Benali | Stade Les Omblais, Betton Arbitrage : Jordan Riche | Stade Les Omblais, Betton Arbitrage : Jordan Riche |

| 16 novembre 2019 | Voltigeurs de Châteaubriant (N3)                   | 4 - 0   | TA Rennes (N3) |                                                                         |                                                                         |
| 18 h             | Vernet 57e · Leye 76e · Danso 81e · Bangoura 90+3e | (0 - 0) |                | Stade de la Ville en Bois, Châteaubriant Arbitrage : Guillaume Bousquet | Stade de la Ville en Bois, Châteaubriant Arbitrage : Guillaume Bousquet |

| 16 novembre 2019 | US Montagnarde (R1) | 1 - 2 a. p. | Stade briochin (N2)          |                                                             |                                                             |
| 18 h             | Barry 32e           | (1 - 0)     | 48e N'Diaye · 93e Le Méhauté | Stade Mané Braz, Inzinzac-Lochrist Arbitrage : Samir Zolota | Stade Mané Braz, Inzinzac-Lochrist Arbitrage : Samir Zolota |

| 17 novembre 2019 | FC Guichen (N3)   | 2 - 1 a. p. | SP Milizac (R1) |                                                           |                                                           |
| 14 h             | Rousseau 74e 107e | (0 - 1)     | 44e Kerzil      | Stade Charles Gautier, Guichen Arbitrage : Lyes Boukeroui | Stade Charles Gautier, Guichen Arbitrage : Lyes Boukeroui |

| 17 novembre 2019 | SC Le Rheu (R1)                          | 4 - 3 a. p. | Stade Paimpolais (R2)        |                                                      |                                                      |
| 14 h             | Ricavy 43e · L'honoré 59e · Assamba 109e | (1 - 0)     | 56e Le Cudennec · 77e Callac | Stade Du Cosec, Le Rheu Arbitrage : Steven Llewellyn | Stade Du Cosec, Le Rheu Arbitrage : Steven Llewellyn |

| 17 novembre 2019 | CEP Lorient (R1) | 1 - 3   | Stade Plabennécois (N3)  |                                                     |                                                     |
| 14 h             | Derennes 24e     | (1 - 0) | 60e 90e Fekir · 61e Coat | Stade De Kervénanec, Lorient Arbitrage : Léo Beulet | Stade De Kervénanec, Lorient Arbitrage : Léo Beulet |

| 23 novembre 2019 | Dinan Léhon FC (N3) | 0 - 1   | Stade Pontivyen (N3) |                                                      |                                                      |
| 18 h             |                     | (0 - 0) | 69e Le Sauce         | Stade du Clos Gastel, Léhon Arbitrage : Kevin Barbin | Stade du Clos Gastel, Léhon Arbitrage : Kevin Barbin |

- Groupe I

| 16 novembre 2019 | CSM Gennevilliers (R2) | 0 - 2   | Le Mans FC (L2)           |                                                          |                                                          |
| 14 h             |                        | (0 - 1) | 40e Hafidi · 57e Julienne | Stade Louis Boury, Gennevilliers Arbitrage : Eddy Rosier | Stade Louis Boury, Gennevilliers Arbitrage : Eddy Rosier |

| 16 novembre 2019 | ASI Mûrs-Erigné (R2) | 0 - 6   | SM Caen (L2)                                                                              |                                                              |                                                              |
| 18 h             |                      | (0 - 3) | 8e Vandermersch · 10e Gioacchini · 17e (pen.) Pi · 68e Rivierez · 83e Armougom · 86e Diaw | Stade Des Varennes, Mûrs-Erigné Arbitrage : Romain Lissorgue | Stade Des Varennes, Mûrs-Erigné Arbitrage : Romain Lissorgue |

| 16 novembre 2019 | US Granville (N2)       | 2 - 0   | AG Caen (N3) |                                                        |                                                        |
| 18 h             | Blondel 22e · Ibayi 88e | (1 - 0) |              | Stade Louis Dior, Granville Arbitrage : Philippe Lucas | Stade Louis Dior, Granville Arbitrage : Philippe Lucas |

| 16 novembre 2019 | Ancienne Château-Gontier (R1) | 0 - 1   | C' Chartres Football (N2) |                                                            |                                                            |
| 18 h             |                               | (0 - 0) | 90+2e Archimbaud          | Stade Du Pavé, Château-Gontier Arbitrage : Nicolas Wassouf | Stade Du Pavé, Château-Gontier Arbitrage : Nicolas Wassouf |

| 16 novembre 2019 | RC fléchois (N3) | 2 - 3   | ESA Linas-Montlhéry (R1)           |                                                    |                                                    |
| 18 h             | Bouanga 6e 78e   | (1 - 2) | 15e Duval · 29e Kanouté · 85e Leno | Stade Montréal, La Flèche Arbitrage : Garry Cambon | Stade Montréal, La Flèche Arbitrage : Garry Cambon |

| 16 novembre 2019 | Bourges Foot (N2) | 1 - 1 3 - 5 t. a. b. | Sablé FC (N3) |                                                             |                                                             |
| 19 h             |                   |                      |               | Stade Jacques-Rimbault, Bourges Arbitrage : Romain Perpinan | Stade Jacques-Rimbault, Bourges Arbitrage : Romain Perpinan |
| 19 h             | Tirs au but 3 - 5 |                      |               | Stade Jacques-Rimbault, Bourges Arbitrage : Romain Perpinan | Stade Jacques-Rimbault, Bourges Arbitrage : Romain Perpinan |

| 17 novembre 2019 | ES Nanterre (R2) | 2 - 0 | Stade lavallois (N) |                                                         |                                                         |
| 14 h             |                  |       |                     | Stade Gabriel Péri, Nanterre Arbitrage : Brendan Roffet | Stade Gabriel Péri, Nanterre Arbitrage : Brendan Roffet |

| 23 novembre 2019 | AS Montlouis-sur-Loire (N3) | 1 - 2   | AF Virois (N3)              |                                                                    |                                                                    |
| 18 h             | Ferron 17e (csc)            | (1 - 0) | 59e Dallois · 90+2e Boucaud | Stade Eugène Cholet, Montlouis-sur-Loire Arbitrage : Jacques Salze | Stade Eugène Cholet, Montlouis-sur-Loire Arbitrage : Jacques Salze |

- Groupe J

| 16 novembre 2019 | LB Châteauroux (L2) | 1 - 1 6 - 7 t. a. b. | Chamois niortais FC (L2) |                                                                |                                                                |
| 15 h             | Grange 36e          | (1 - 1)              | 14e Baroan               | Stade Gaston-Petit, Châteauroux Arbitrage : Benjamin Lepaysant | Stade Gaston-Petit, Châteauroux Arbitrage : Benjamin Lepaysant |
| 15 h             | Tirs au but 6 - 7   |                      |                          | Stade Gaston-Petit, Châteauroux Arbitrage : Benjamin Lepaysant | Stade Gaston-Petit, Châteauroux Arbitrage : Benjamin Lepaysant |

| 16 novembre 2019 | Avenir de Theix (R2) | 2 - 3   | Red Star FC (N)                |                                                                     |                                                                     |
| 16 h 30          | Jaffres 55e 83e      | (0 - 2) | 23e 76e N'Zuzi Mata · 43e Arab | Complexe Sportif Brestivan, Theix-Noyalo Arbitrage : Emmanuel Esneu | Complexe Sportif Brestivan, Theix-Noyalo Arbitrage : Emmanuel Esneu |

| 16 novembre 2019 | Tours FC (N3) | 2 - 0   | FC Chauray (R1) |                                                              |                                                              |
| 17 h             | Camara 6e 19e | (2 - 0) |                 | Stade de la Vallée du Cher, Tours Arbitrage : Gaetan Deneuve | Stade de la Vallée du Cher, Tours Arbitrage : Gaetan Deneuve |

| 16 novembre 2019 | FC Challans (N3)                             | 3 - 0   | Vendée Poiré-sur-Vie Football (R1) |                                                           |                                                           |
| 18 h             | Letapissier 18e · Chebbi 43e · N'Guessan 73e | (2 - 0) |                                    | Stade Jean Léveillé, Challans Arbitrage : Cedric Mouysset | Stade Jean Léveillé, Challans Arbitrage : Cedric Mouysset |

| 16 novembre 2019 | US La Baule-Le Pouliguen (R2) | 0 - 1   | Angoulême Charente FC (N2) |                                                               |                                                               |
| 18 h             |                               | (0 - 0) | 82e Moke                   | Stade Félix Monville, Le Pouliguen Arbitrage : Damien Rossini | Stade Félix Monville, Le Pouliguen Arbitrage : Damien Rossini |

| 16 novembre 2019 | JS Sireuil (R2) | 1 - 7   | Les Herbiers VF (N2)                                                    |                                                        |                                                        |
| 19 h             | 28e             | (1 - 4) | 13e Assoumin · 16e Hery · 31e 67e 84e Pouye · 41e Dutard · 58e Schuster | Stade Gérard Pivetaud, Sireuil Arbitrage : Loic Mouton | Stade Gérard Pivetaud, Sireuil Arbitrage : Loic Mouton |

| 17 novembre 2019 | Stade Poitevin FC (N3)                                         | 5 - 0   | FC Nueillaubiers (R1) |                                                          |                                                          |
| 14 h             | Choubani 7e · Jean-Etienne 24e · Cuvier 34e 41e · Cambrone 66e | (4 - 0) |                       | Stade Michel-Amand, Buxerolles Arbitrage : Pierre Retail | Stade Michel-Amand, Buxerolles Arbitrage : Pierre Retail |

| 17 novembre 2019 | OL Niort St-Liguaire (R1) | 1 - 3   | Fontenay VF (N3)                    |                                                    |                                                    |
| 14 h             |                           | (0 - 0) | 10e Godet · 34e Diawara · 80e Garot | Rue de la Halte, Niort Arbitrage : Gauthier Lapalu | Rue de la Halte, Niort Arbitrage : Gauthier Lapalu |

### Huitième tour
Le tirage au sort a lieu le 19 novembre 2019 pour les rencontres concernant les clubs de l'Outre-Mer au siège de la FFF et le 20 novembre 2019 pour les autres rencontres au Stade de France. À ce stade de la compétition, le Petit Poucet est le club du SEP Hombourg-Haut, club évoluant en Régional 3 (8e niveau).

#### Tirage des clubs de l'Outre-Mer
Les clubs ultramarins sont opposés à des clubs métropolitains qui se sont portés volontaires. Peuvent postuler l'ensemble des clubs de National et National 2 et les clubs de National 3 se classant dans les trois premiers de leur groupe respectif au moment du tirage. Les clubs retenus sont 1 club de National 2 (ASM Belfort) et 2 club de National 3 (ES Thaonnaise et Évreux FC)
| 7 décembre 2019 | Jeunesse Evolution FC (R1 Guadeloupe) | 0 - 2   | ASM Belfort (N2)           |                                                               |                                                               |
| 18 h            |                                       | (0 - 0) | Ranneaud 62e · Regnier 84e | Stade Pierre-Monnerville, Les Abymes Arbitrage : Gaël Angoula | Stade Pierre-Monnerville, Les Abymes Arbitrage : Gaël Angoula |

| 8 décembre 2019 | JS Saint-Pierroise (R1 Réunion) | 1 - 1 5 - 3 t. a. b. | ES Thaonnaise (N3) |                                                           |                                                           |
| 15 h 30         | Djamali 36e                     | (1 - 0)              | 93e Comara         | Stade Michel-Volnay, Saint-Pierre Arbitrage : Rémi Landry | Stade Michel-Volnay, Saint-Pierre Arbitrage : Rémi Landry |
| 15 h 30         | Tirs au but 5 - 3               |                      |                    | Stade Michel-Volnay, Saint-Pierre Arbitrage : Rémi Landry | Stade Michel-Volnay, Saint-Pierre Arbitrage : Rémi Landry |

#### Tirage principal
Les clubs sont répartis en 6 groupes.
- Groupe A

| 7 décembre 2019 | US Vandœuvre (R1)                   | 2 - 3 a. p. | Red Star FC (N)                    |                                                                    |                                                                    |
| 13 h 30         | Rolland 13e · Konowrocki 64e (pen.) | (1 - 2)     | 4e Roye · 25e Koita · 112e Verdier | Stade Jacques Sonet, Vandœuvre-lès-Nancy Arbitrage : Joachim Caffe | Stade Jacques Sonet, Vandœuvre-lès-Nancy Arbitrage : Joachim Caffe |

| 7 décembre 2019 | FC 4 Rivières 70 (R1) | 0 - 2   | Bourg-en-Bresse 01 (N) |                                                             |                                                             |
| 13 h 30         |                       | (0 - 1) | 42e Nirlo · 47e Anani  | Stade Municipal, Dampierre-sur-Salon Arbitrage : Ali Djedid | Stade Municipal, Dampierre-sur-Salon Arbitrage : Ali Djedid |

| 7 décembre 2019 | SSEP Hombourg-Haut (R3)    | 2 - 1   | AJ Auxerre (L2) |                                                              |                                                              |
| 15 h            | M'Barki 20e · Benichou 70e | (1 - 0) | 57e Le Bihan    | Stade De La Blies, Sarreguemines Arbitrage : Marc Bollengier | Stade De La Blies, Sarreguemines Arbitrage : Marc Bollengier |

| 7 décembre 2019 | US Raon (N3)                                                             | 6 - 2   | CA Boulay (R1)            |                                                             |                                                             |
| 16 h 30         | Bah 6e · Géhin 10e · Merbah 34e · Duminy 43e · Hassidou 56e · Omombe 62e | (4 - 1) | 21e Grivel · 73e Garofalo | Stade Paul-Gasser, Raon-l'Étape Arbitrage : Valentin Ougier | Stade Paul-Gasser, Raon-l'Étape Arbitrage : Valentin Ougier |

| 7 décembre 2019 | FC Mulhouse (N2)   | 2 - 3   | SAS Épinal (N2)                           |                                                   |                                                   |
| 17 h 0          | Bangoura 23e · 70e | (1 - 3) | 9e (pen.) Krasso · 9e Makengo · 45e Biron | Stade de l'Ill, Mulhouse Arbitrage : Tawbane Kani | Stade de l'Ill, Mulhouse Arbitrage : Tawbane Kani |

| 7 décembre 2019 | FC Montceau Bourgogne (N3)                   | 3 - 0   | Racing Besançon (N3) |                                                                    |                                                                    |
| 18 h            | Renoud 35e · De Oliveira 72e · Brelier 90+2e | (1 - 0) |                      | Stade des Alouettes, Montceau-les-Mines Arbitrage : Damien Rossini | Stade des Alouettes, Montceau-les-Mines Arbitrage : Damien Rossini |

| 8 décembre 2019 | ASP Vauban Strasbourg (N3) | 1 - 3   | AS Nancy-Lorraine (L2)                    |                                                                  |                                                                  |
| 15 h            | Kahla 90e                  | (0 - 2) | 35e Dona Ndoh · 37e Bassi · 87e N'Guessan | Stade Émile-Stahl, Strasbourg Arbitrage : Alexandre Perreau Niel | Stade Émile-Stahl, Strasbourg Arbitrage : Alexandre Perreau Niel |

- Groupe B

| 7 décembre 2019 | Côte Chaude Sportif (R2) | 0 - 1   | Le Puy Foot (N) |                                                                     |                                                                     |
| 13 h 30         |                          | (0 - 1) | 8e Fleury       | Complexe Sportif Michon, Saint-Étienne Arbitrage : Maxime Apruzzese | Complexe Sportif Michon, Saint-Étienne Arbitrage : Maxime Apruzzese |

| 7 décembre 2019 | FC Annecy (N2)       | 1 - 2   | FC Chambly Oise (L2)              |                                                       |                                                       |
| 14 h            | Le Tallec 66e (pen.) | (0 - 0) | 55e Eickmayer · 69e (pen.) Jaques | Parc des Sports, Annecy Arbitrage : Nicolas Rainville | Parc des Sports, Annecy Arbitrage : Nicolas Rainville |

| 7 décembre 2019 | ES Chilly (R2) | 0 - 1 a. p. | AS Fabrègues (N3) |                                                           |                                                           |
| 17 h            |                | (0 - 0)     | 99e Yagousseti    | Stade Des Grangettes, Rumilly Arbitrage : Geoffrey Kubler | Stade Des Grangettes, Rumilly Arbitrage : Geoffrey Kubler |

| 7 décembre 2019 | RC Grasse (N2) | 1 - 2   | Athlético Marseille (N3) |                                                      |                                                      |
| 18 h            | Saffour 76e    | (0 - 1) | 1re 52e Nagui            | Stade de La Paoute, Grasse Arbitrage : Gaëtan Martin | Stade de La Paoute, Grasse Arbitrage : Gaëtan Martin |

| 7 décembre 2019 | FC Limonest-Saint-Didier (N3) | 2 - 1 a. p. | FC Villefranche Beaujolais (N) |                                                                     |                                                                     |
| 18 h            | Rouviere 97e 111e             | (0 - 0)     | 109e Renaut                    | Parc des sports courtois fillot, Limonest Arbitrage : Louis Lungeri | Parc des sports courtois fillot, Limonest Arbitrage : Louis Lungeri |

| 7 décembre 2019 | ÉFC Fréjus Saint-Raphaël (N2) | 1 - 1 5 - 3 t. a. b. | Olympique d'Alès en Cévennes (N3) |                                                            |                                                            |
| 18 h 30         | 30e                           | (1 - 0)              | 60e Laffaille                     | Stade Louis-Hon, Saint-Raphaël Arbitrage : Cédric Mouysset | Stade Louis-Hon, Saint-Raphaël Arbitrage : Cédric Mouysset |
| 18 h 30         | Tirs au but 5 - 3             |                      |                                   | Stade Louis-Hon, Saint-Raphaël Arbitrage : Cédric Mouysset | Stade Louis-Hon, Saint-Raphaël Arbitrage : Cédric Mouysset |

| 8 décembre 2019 | Olympique de Valence (R1) | 0 - 1 a. p. | Paris FC (L2) |                                                            |                                                            |
| 14 h            |                           | (0 - 0)     | 98e Martin    | Stade Georges-Pompidou, Valence Arbitrage : Julien Schmitt | Stade Georges-Pompidou, Valence Arbitrage : Julien Schmitt |

- Groupe C

| 7 décembre 2019 | FC Cournon (R2) | 0 - 2   | Chamois niortais FC (L2) |                                                                             |                                                                             |
| 15 h            |                 | (0 - 1) | 20e 60e Koné             | Stade Joseph et Michel Gardet, Cournon-d'Auvergne Arbitrage : Yann Gazagnes | Stade Joseph et Michel Gardet, Cournon-d'Auvergne Arbitrage : Yann Gazagnes |

| 7 décembre 2019 | Stade Poitevin FC (N3) | 1 - 3   | Rodez AF (L2)               |                                                         |                                                         |
| 17 h            | Neto 17e               | (1 - 0) | 47e 53e Caddy · 75e Douline | Stade Michel-Amand, Buxerolles Arbitrage : Samir Zolota | Stade Michel-Amand, Buxerolles Arbitrage : Samir Zolota |

| 7 décembre 2019 | Bergerac Périgord FC (N2) | 0 - 0 6 - 7 t. a. b. | Trélissac FC (N2) |                                                         |                                                         |
| 18 h            |                           | (0 - 0)              |                   | Stade de Campréal, Bergerac Arbitrage : Guillaume Janin | Stade de Campréal, Bergerac Arbitrage : Guillaume Janin |
| 18 h            | Tirs au but 6 - 7         |                      |                   | Stade de Campréal, Bergerac Arbitrage : Guillaume Janin | Stade de Campréal, Bergerac Arbitrage : Guillaume Janin |

| 7 décembre 2019 | FC Challans (N3)  | 1 - 1 3 - 1 t. a. b. | US Colomiers (N2) |                                                     |                                                     |
| 18 h            | 61e               | (0 - 1)              | Cardinali 6e      | Stade Jean Léveillé, Challans Arbitrage : Paul Garo | Stade Jean Léveillé, Challans Arbitrage : Paul Garo |
| 18 h            | Tirs au but 3 - 1 |                      |                   | Stade Jean Léveillé, Challans Arbitrage : Paul Garo | Stade Jean Léveillé, Challans Arbitrage : Paul Garo |

| 7 décembre 2019 | Angoulême Charente FC (N2)                                 | 5 - 1   | US Saint-Flour (N3) |                                                           |                                                           |
| 18 h            | Alouache 26e 35e · Lacroix 52e · Goncalves 65e · Zinga 80e | (2 - 0) | 89e Miezi           | Stade Camille-Lebon, Angoulême Arbitrage : Alexis Brouard | Stade Camille-Lebon, Angoulême Arbitrage : Alexis Brouard |

| 7 décembre 2019 | Aviron bayonnais FC (N3)                              | 4 - 1   | Fontenay VF (N3) |                                                           |                                                           |
| 18 h            | Escarpit 4e 54e · Laplace Palette 67e · Hirigoyen 84e | (1 - 1) | 27e Tangatchy    | Stade Didier Deschamps, Bayonne Arbitrage : Julien Reynet | Stade Didier Deschamps, Bayonne Arbitrage : Julien Reynet |

| 7 décembre 2019 | Marssac RSRDT (R1) | 1 - 4   | Pau FC (N)                              |                                                     |                                                     |
| 19 h            | But inscrit        | (0 - 2) | 7e Ba · 28e Sabaly · Gueye · 85e Bayard | Stade Maurice-Rigaud, Albi Arbitrage : Kévin Barbin | Stade Maurice-Rigaud, Albi Arbitrage : Kévin Barbin |

- Groupe D

| 7 décembre 2019 | Stade Pontivyen (N3) | 0 - 1   | FC Lorient (L2) |                                                                    |                                                                    |
| 14 h 15         |                      | (0 - 0) | 49e Bozok       | Stade Du Faubourg De Verdun, Pontivy Arbitrage : Cédric Dos Santos | Stade Du Faubourg De Verdun, Pontivy Arbitrage : Cédric Dos Santos |

| 7 décembre 2019 | Tours FC (N3)          | 2 - 1 a. p. | Club franciscain (R1 Martinique) |                                                            |                                                            |
| 15 h            | Dugain 63e · Jaki 112e | (0 - 1)     | 10e Thimon                       | Stade de la Vallée du Cher, Tours Arbitrage : Marc Michout | Stade de la Vallée du Cher, Tours Arbitrage : Marc Michout |

| 7 décembre 2019 | FC Guichen (N3)        | 2 - 1   | SC Le Rheu (R1)     |                                                               |                                                               |
| 16 h            | Michel 9e · Huet 90+3e | (1 - 0) | 73e (csc) Grabowski | Stade Charles Gautier, Guichen Arbitrage : Guillaume Bousquet | Stade Charles Gautier, Guichen Arbitrage : Guillaume Bousquet |

| 7 décembre 2019 | Voltigeurs de Châteaubriant (N3) | 0 - 0 5 - 6 t. a. b. | Stade briochin (N2) |                                                                     |                                                                     |
| 18 h            |                                  | (0 - 0)              |                     | Stade de la Ville en Bois, Châteaubriant Arbitrage : Lyes Boukeroui | Stade de la Ville en Bois, Châteaubriant Arbitrage : Lyes Boukeroui |
| 18 h            | Tirs au but 5 - 6                |                      |                     | Stade de la Ville en Bois, Châteaubriant Arbitrage : Lyes Boukeroui | Stade de la Ville en Bois, Châteaubriant Arbitrage : Lyes Boukeroui |

| 7 décembre 2019 | Sablé FC (N3) | 2 - 0   | US Concarneau (N) |                                                                |                                                                |
| 18 h            | Nais 35e 70e  | (1 - 0) |                   | Stade Rémy Lambert, Sablé-sur-Sarthe Arbitrage : Yohan Gagnant | Stade Rémy Lambert, Sablé-sur-Sarthe Arbitrage : Yohan Gagnant |

| 7 décembre 2019 | Stade Plabennécois (N3) | 0 - 2   | US Granville (N2)         |                                                        |                                                        |
| 18 h            |                         | (0 - 1) | 40e Akueson · 60e Mouadib | Stade de Kervéguen, Plabennec Arbitrage : Jordan Riche | Stade de Kervéguen, Plabennec Arbitrage : Jordan Riche |

| 8 décembre 2019 | Les Herbiers VF (N2) | 1 - 2 a. p. | Le Mans FC (L2)                         |                                                                |                                                                |
| 15 h            | Schuster 34e (pen.)  | (1 - 1)     | 27e (pen.) Créhin · 107e (pen.) Manzala | Stade Massabielle, Les Herbiers Arbitrage : Benjamin Lepaysant | Stade Massabielle, Les Herbiers Arbitrage : Benjamin Lepaysant |

- Groupe E

| 7 décembre 2019 | C' Chartres Football (N2) | 0 - 1   | SM Caen (L2)  |                                                            |                                                            |
| 14 h 15         |                           | (0 - 1) | 26e Gonçalves | Stade Jacques-Couvret, Chartres Arbitrage : Philippe Lucas | Stade Jacques-Couvret, Chartres Arbitrage : Philippe Lucas |

| 7 décembre 2019 | St-Pryvé St-Hilaire FC (N2)                                       | 6 - 0   | AJ Saint-Georges (R1 Guyane) |                                                                          |                                                                          |
| 15 h            | Kibembe 22e · Lemaitre 41e 46e · Kimbembe 49e · 68e · Antoine 88e | (2 - 0) |                              | Stade du Grand Clos, Saint-Pryvé-Saint-Mesmin Arbitrage : Emmanuel Esneu | Stade du Grand Clos, Saint-Pryvé-Saint-Mesmin Arbitrage : Emmanuel Esneu |

| 7 décembre 2019 | FC Rouen (N2)    | 1 - 0   | US Orléans (L2) |                                                                     |                                                                     |
| 18 h            | Rogie 86e (pen.) | (0 - 0) |                 | Stade Robert-Diochon, Le Petit-Quevilly Arbitrage : Thierry Bouille | Stade Robert-Diochon, Le Petit-Quevilly Arbitrage : Thierry Bouille |

| 7 décembre 2019 | ESM Gonfreville-l'Orcher (N3)                   | 5 - 2 a. p. | US Créteil-Lusitanos (N) |                                                                       |                                                                       |
| 18 h            | Mendy 8e 117e · Diallo 97e 119e · Thioubou 113e | (1 - 1)     | 10e 111e Bouhmidi        | Stade Maurice Baquet, Gonfreville-l'Orcher Arbitrage : Emmanuel Caron | Stade Maurice Baquet, Gonfreville-l'Orcher Arbitrage : Emmanuel Caron |

| 8 décembre 2019 | ES Nanterre (R2) | 1 - 2   | FC Bastia-Borgo (N)               |                                                            |                                                            |
| 13 h 30         | 90+2e            | (0 - 1) | 1re Odzoumo · 58e (pen.) Grimaldi | Stade Gabriel Péri, Nanterre Arbitrage : Alexandre Mercier | Stade Gabriel Péri, Nanterre Arbitrage : Alexandre Mercier |

| 8 décembre 2019 | ESA Linas-Montlhéry (R1)    | 3 - 1   | Évreux FC (N3) |                                                                   |                                                                   |
| 13 h 30         | Cisse 50e 51e · Kanoute 58e | (0 - 1) | 40e            | Stade Paul Desgouillons, Montlhéry Arbitrage : Valentin Giorgetti | Stade Paul Desgouillons, Montlhéry Arbitrage : Valentin Giorgetti |

| 8 décembre 2019 | AF Virois (N3) | 0 - 3   | FC Versailles (N3) |                                                   |                                                   |
| 14 h 30         |                | (0 - 2) | 8e 26e 67e Akassou | Stade Pierre Compte, Vire Arbitrage : Loïc Mouton | Stade Pierre Compte, Vire Arbitrage : Loïc Mouton |

- Groupe F

| 7 décembre 2019 | AS Prix-lès-Mézières (N3)                    | 3 - 1   | US Quevilly-Rouen Métropole (N) |                                                                   |                                                                   |
| 13 h 30         | Lamine 45e · Michel 85e (pen.) · Thioune 89e | (1 - 0) | 72e Guel                        | Stade De La Poterie, Prix-lès-Mézières Arbitrage : Edgar Barenton | Stade De La Poterie, Prix-lès-Mézières Arbitrage : Edgar Barenton |

| 7 décembre 2019 | Olympique Saint-Quentin (N2) | 1 - 3   | Olympique Grande-Synthe (N3)       |                                                                  |                                                                  |
| 17 h            | Touré 70e                    | (0 - 0) | 72e Bellaredj · 86e 90+4e Janeszko | Stade Paul-Debrésie, Saint-Quentin Arbitrage : Cyril Dell Angela | Stade Paul-Debrésie, Saint-Quentin Arbitrage : Cyril Dell Angela |

| 7 décembre 2019 | IC Croix (N2) | 0 - 1   | Entente SSG (N2) |                                                       |                                                       |
| 18 h            |               | (0 - 0) | 73e              | Stade Henri Seigneur, Croix Arbitrage : Pierre Retail | Stade Henri Seigneur, Croix Arbitrage : Pierre Retail |

| 8 décembre 2019 | USM Senlis (R1) | 0 - 1   | Stade Portelois (N3) |                                                    |                                                    |
| 13 h 30         |                 | (0 - 0) | 53e Spetebroot       | Complexe Sportif, Senlis Arbitrage : Gaëtan Korbas | Complexe Sportif, Senlis Arbitrage : Gaëtan Korbas |

| 8 décembre 2019 | ÉF Reims Sainte-Anne (R1) | 1 - 0   | USL Dunkerque (N) |                                                         |                                                         |
| 13 h 30         | Mansouri 82e              | (0 - 0) |                   | Stade Robert-Pires, Reims Arbitrage : Matthieu Bonnetin | Stade Robert-Pires, Reims Arbitrage : Matthieu Bonnetin |

| 8 décembre 2019 | FC Dieppe (N3)      | 2 - 1   | RC Lens (L2)  |                                                    |                                                    |
| 13 h 45         | Etame 3e · Henoc 8e | (2 - 0) | 61e Moukandjo | Stade Jean Dasnias, Dieppe Arbitrage : Romain Zamo | Stade Jean Dasnias, Dieppe Arbitrage : Romain Zamo |

| 8 décembre 2019 | US tourquennoise (R1) | 1 - 2   | Valenciennes FC (L2)         |                                                            |                                                            |
| 15 h            | 90+1e Fall            | (0 - 2) | 6e Guillaume · 13e Chevalier | Stade Van de Veegaete, Tourcoing Arbitrage : Renaud Potier | Stade Van de Veegaete, Tourcoing Arbitrage : Renaud Potier |

### Trente-deuxièmes de finale
Les 44 clubs qualifiés du 8e tour sont rejoints par les 20 clubs de Ligue 1.

À ce stade de la compétition, le Petit Poucet est le club du SEP Hombourg-Haut, club évoluant en Régional 3 (8e niveau).
Le tirage au sort a lieu le 9 décembre 2019 au Roazhon Park stade du tenant du titre le Stade rennais FC annoncée lors du tirage au sort des clubs d'Outre-Mer du 8e tour,.
Le tirage au sort a été effectué par l'ancien footballeur Julien Escudé, le tennisman Nicolas Escudé, l’entraîneur actuel du Stade rennais FC, Julien Stéphan et de son père Guy Stéphan.
- Groupe A

| 4 janvier 2020 | AS Fabrègues (N3) | 0 - 2   | Paris FC (L2)               | | |
| 13 h           |                   | (0 - 1) | 16e Armand · 90+4e M. Diaby | Stade Joseph-Jeanton, Fabrègues Spectateurs : 2 500 Diffuseur : Eurosport Player Arbitrage : Pierre Gaillouste | Stade Joseph-Jeanton, Fabrègues Spectateurs : 2 500 Diffuseur : Eurosport Player Arbitrage : Pierre Gaillouste |

| 4 janvier 2020 | AS Monaco (L1)  | 2 - 1   | Stade de Reims (L1) |                                                                                              |                                                                                              |
| 15 h           | Keita 61e 90+4e | (0 - 0) | 69e Dia             | Stade Louis-II, Monaco Spectateurs : 3 500 Diffuseur : Eurosport 2 Arbitrage : Willy Delajod | Stade Louis-II, Monaco Spectateurs : 3 500 Diffuseur : Eurosport 2 Arbitrage : Willy Delajod |

| 4 janvier 2020 | ASM Belfort (N2)                          | 3 - 0   | FC Montceau Bourgogne (N3) | | |
| 18             | Bentahar 47e · Mukendi 86e · Saline 90+3e | (0 - 0) |                            | Stade Roger-Serzian, Belfort Spectateurs : 1 600 Diffuseur : France 3 Régions et Eurosport Player Arbitrage : Aurélien Petit | Stade Roger-Serzian, Belfort Spectateurs : 1 600 Diffuseur : France 3 Régions et Eurosport Player Arbitrage : Aurélien Petit |

| 4 janvier 2020 | Athlético Marseille (N3)    | 2 - 1   | Rodez AF (L2) | | |
| 18 h           | Benbachir 8e · Meghezel 47e | (1 - 0) | 53e Maanane   | Stade La Martine, Marseille Spectateurs : 1 000 Diffuseur : Eurosport Player Arbitrage : Cédric Dos Santos | Stade La Martine, Marseille Spectateurs : 1 000 Diffuseur : Eurosport Player Arbitrage : Cédric Dos Santos |

| 5 janvier 2020 | FC Bastia-Borgo (N) | 0 - 3   | AS Saint-Étienne (L1)         | | |
| 14 h 15        |                     | (0 - 2) | 33e 90+4e Nordin · 45e Fofana | Stade Armand-Cesari, Furiani Spectateurs : 4 992 Diffuseur : France 3 Régions Arbitrage : Karim Abed | Stade Armand-Cesari, Furiani Spectateurs : 4 992 Diffuseur : France 3 Régions Arbitrage : Karim Abed |

| 5 janvier 2020 | ÉF Reims Sainte-Anne (R1) | 0 - 1   | Montpellier HSC (L1) | | |
| 14 h 15        |                           | (0 - 1) | 6e Hilton            | Stade Auguste-Delaune, Reims Spectateurs : 3 824 Diffuseur : France 3 Régions Arbitrage : Florent Batta | Stade Auguste-Delaune, Reims Spectateurs : 3 824 Diffuseur : France 3 Régions Arbitrage : Florent Batta |

| 5 janvier 2020 | OGC Nice (L1)              | 2 - 0   | Étoile Football Club Fréjus Saint-Raphaël (N2) |                                                                                                 |                                                                                                 |
| 17 h 15        | Boudaoui 55e · Ounas 90+2e | (0 - 0) |                                                | Allianz Riviera, Nice Spectateurs : 8 655 Diffuseur : Eurosport 2 Arbitrage : Nicolas Rainville | Allianz Riviera, Nice Spectateurs : 8 655 Diffuseur : Eurosport 2 Arbitrage : Nicolas Rainville |

| 5 janvier 2020 | FC Limonest St-Didier (N3)          | 1 - 1 ap 3 - 1 t. a. b. | Le Puy Foot (N)                   | | |
| 17 h 15        | Canales 37e                         | (1 - 0)                 | 59e Fleury                        | Parc des sports Courtois-Fillot, Limonest Spectateurs : 1 800 Diffuseur : Eurosport Player Arbitrage : Thomas Léonard | Parc des sports Courtois-Fillot, Limonest Spectateurs : 1 800 Diffuseur : Eurosport Player Arbitrage : Thomas Léonard |
| 17 h 15        | Canales · Merabai · Tanard · Bouzit | Tirs au but 3 - 1       | Ouadoudi · Ouaneh · Fleury · Sall | Parc des sports Courtois-Fillot, Limonest Spectateurs : 1 800 Diffuseur : Eurosport Player Arbitrage : Thomas Léonard | Parc des sports Courtois-Fillot, Limonest Spectateurs : 1 800 Diffuseur : Eurosport Player Arbitrage : Thomas Léonard |

- Groupe B

| 3 janvier 2020 | Girondins de Bordeaux (L1)      | 2 - 0   | Le Mans FC (L2) | | |
| 20 h 55        | Briand 53e (pen.) · Bašić 90+4e | (0 - 0) |                 | Matmut Atlantique, Bordeaux Spectateurs : 5 436 Diffuseur : Eurosport 2 Arbitrage : François Letexier | Matmut Atlantique, Bordeaux Spectateurs : 5 436 Diffuseur : Eurosport 2 Arbitrage : François Letexier |

| 4 janvier 2020 | Chamois niortais FC (L2) | 1 - 2   | JS Saint-Pierroise (R1 La Réunion) | | |
| 13 h           | Randrianarisoa 63e (csc) | (0 - 0) | 59e Hubert · 76e Ponti             | Stade René-Gaillard, Niort Spectateurs : 2 000 Diffuseur : Eurosport 2 Arbitrage : Bartolomeu Varela | Stade René-Gaillard, Niort Spectateurs : 2 000 Diffuseur : Eurosport 2 Arbitrage : Bartolomeu Varela |

| 4 janvier 2020 | Aviron bayonnais FC (N3) | 0 - 2   | FC Nantes (L1)              |                                                                                                |                                                                                                |
| 13 h           |                          | (0 - 1) | 13e Coulibaly · 90+4e Abeid | Stade Jean-Dauger, Bayonne Spectateurs : 8 000 Diffuseur : Eurosport 2 Arbitrage : Johan Hamel | Stade Jean-Dauger, Bayonne Spectateurs : 8 000 Diffuseur : Eurosport 2 Arbitrage : Johan Hamel |

| 4 janvier 2020 | Tours FC (N3)                          | 2 - 2 ap 2 - 4 t. a. b. | Nîmes Olympique (L1)                                | | |
| 15 h           | Da Silva 38e · Camara 65e              | (1 - 1)                 | 24e Briançon · 51e (pen.) Ripart                    | Stade de la Vallée du Cher, Tours Spectateurs : 3 510 Diffuseur : Eurosport 2 Arbitrage : Clément Turpin | Stade de la Vallée du Cher, Tours Spectateurs : 3 510 Diffuseur : Eurosport 2 Arbitrage : Clément Turpin |
| 15 h           | Mouangué · Dugain · Hidasse · Da Silva | Tirs au but 2 - 4       | Briançon · Paquiez · Stojanovski · Denkey · Valério | Stade de la Vallée du Cher, Tours Spectateurs : 3 510 Diffuseur : Eurosport 2 Arbitrage : Clément Turpin | Stade de la Vallée du Cher, Tours Spectateurs : 3 510 Diffuseur : Eurosport 2 Arbitrage : Clément Turpin |

| 4 janvier 2020 | St-Pryvé St-Hilaire FC (N2) | 1 - 0   | Toulouse FC (L1) | | |
| 18 h           | Antoine 90+6e               | (0 - 0) |                  | Stade du Grand Clos, Saint-Pryvé-Saint-Mesmin Spectateurs : 1 620 Diffuseur : Eurosport 2 Arbitrage : Bastien Dechepy | Stade du Grand Clos, Saint-Pryvé-Saint-Mesmin Spectateurs : 1 620 Diffuseur : Eurosport 2 Arbitrage : Bastien Dechepy |

| 4 janvier 2020 | Angoulême Charente FC (N2)         | 3 - 1   | FC Challans (N3) | | |
| 18 h           | Moke Njedi 2e · Franco 61e · 90+4e | (1 - 1) | 41e Connan       | Stade Camille-Lebon, Angoulême Spectateurs : 2 500 Diffuseur : Eurosport Player Arbitrage : Stéphanie Frappart | Stade Camille-Lebon, Angoulême Spectateurs : 2 500 Diffuseur : Eurosport Player Arbitrage : Stéphanie Frappart |

| 4 janvier 2020 | Sablé FC (N3)             | 2 - 2 ap 2 - 4 t. a. b. | Pau FC (N)         | | |
| 18 h           | Legendre 71e · Riclin 85e | (0 - 2)                 | 27e Gueye · 40e Ba | Stade Rémy-Lambert, Sablé-sur-Sarthe Spectateurs : 2 040 Diffuseur : Eurosport Player Arbitrage : Romain Lissorgue | Stade Rémy-Lambert, Sablé-sur-Sarthe Spectateurs : 2 040 Diffuseur : Eurosport Player Arbitrage : Romain Lissorgue |
| 18 h           | Tirs au but 2 - 4         |                         |                    | Stade Rémy-Lambert, Sablé-sur-Sarthe Spectateurs : 2 040 Diffuseur : Eurosport Player Arbitrage : Romain Lissorgue | Stade Rémy-Lambert, Sablé-sur-Sarthe Spectateurs : 2 040 Diffuseur : Eurosport Player Arbitrage : Romain Lissorgue |

| 5 janvier 2020 | Trélissac FC (N2)              | 1 - 1 ap 2 - 4 t. a. b. | Olympique de Marseille (L1)          | | |
| 14 h 15        | Diaby 1re                      | (1 - 1)                 | 20e Payet                            | Stade municipal de Beaublanc, Limoges Spectateurs : 13 200 Diffuseur : Eurosport 2, France 3 Arbitrage : Jérôme Brisard | Stade municipal de Beaublanc, Limoges Spectateurs : 13 200 Diffuseur : Eurosport 2, France 3 Arbitrage : Jérôme Brisard |
| 14 h 15        | Bigné · Aguad · Soly · Gnaleko | Tirs au but 2 - 4       | Payet · Strootman · Rongier · Perrin | Stade municipal de Beaublanc, Limoges Spectateurs : 13 200 Diffuseur : Eurosport 2, France 3 Arbitrage : Jérôme Brisard | Stade municipal de Beaublanc, Limoges Spectateurs : 13 200 Diffuseur : Eurosport 2, France 3 Arbitrage : Jérôme Brisard |

- Groupe C

| 4 janvier 2020 | Stade Portelois (N3) | 1 - 4   | RC Strasbourg Alsace (L1)                     |                                                                                                 |                                                                                                 |
| 15 h           | Bultel 35e           | (1 - 1) | 3e Corgnet · 60e 64e Zohi · 86e (pen.) Lebeau | Stade de l'Épopée, Calais Spectateurs : 7 746 Diffuseur : Eurosport 2 Arbitrage : Benoît Millot | Stade de l'Épopée, Calais Spectateurs : 7 746 Diffuseur : Eurosport 2 Arbitrage : Benoît Millot |

| 4 janvier 2020 | Bourg-en-Bresse 01 (N) | 0 - 7   | Olympique lyonnais (L1)                                                              | | |
| 20 h 55        |                        | (0 - 2) | 17e 41e Dembélé · 47e Terrier · 55e Cornet · 82e Caqueret · 89e Aouar · 90+2e Cherki | Stade Marcel-Verchère, Bourg-en-Bresse Spectateurs : 8 000 Diffuseur : Eurosport 2 Arbitrage : Hakim Ben El Hadj | Stade Marcel-Verchère, Bourg-en-Bresse Spectateurs : 8 000 Diffuseur : Eurosport 2 Arbitrage : Hakim Ben El Hadj |

| 5 janvier 2020 | US Raon (N3)                     | 2 - 3   | LOSC Lille (L1)                   | | |
| 14 h 15        | Duminy 77e · Hassidou 83e (pen.) | (0 - 1) | 14e Araújo · 47e Fonte · 64e Rémy | Stade Paul-Gasser, Raon-l'Étape Spectateurs : 3 779 Diffuseur : France 3 Régions Arbitrage : Jérémie Pignard | Stade Paul-Gasser, Raon-l'Étape Spectateurs : 3 779 Diffuseur : France 3 Régions Arbitrage : Jérémie Pignard |

| 5 janvier 2020 | Valenciennes FC (L2) | 1 - 2   | Dijon FCO (L1)               | | |
| 17 h 15        | Chevalier 18e (pen.) | (1 - 1) | 14e Sammaritano · 74e Lautoa | Stade du Hainaut, Valenciennes Spectateurs : 3 421 Diffuseur : Eurosport 2 Arbitrage : Benoît Bastien | Stade du Hainaut, Valenciennes Spectateurs : 3 421 Diffuseur : Eurosport 2 Arbitrage : Benoît Bastien |

| 5 janvier 2020 | Entente SSG (N2) | 0 - 1   | SAS Épinal (N2) | | |
| 17 h 15        |                  | (0 - 0) | 75e Krasso      | Stade Michel-Hidalgo, Saint-Gratien Spectateurs : 1 529 Diffuseur : Eurosport Player Arbitrage : Sylvain Palhies | Stade Michel-Hidalgo, Saint-Gratien Spectateurs : 1 529 Diffuseur : Eurosport Player Arbitrage : Sylvain Palhies |

| 5 janvier 2020 | Olympique Grande-Synthe (N3) | 0 - 1   | AS Nancy-Lorraine (L2) | | |
| 17 h 15        |                              | (0 - 0) | 84e Dona Ndoh          | Stade Marcel-Tribut, Dunkerque Spectateurs : 1 168 Diffuseur : Eurosport Player Arbitrage : Alexandre Perreau Niel | Stade Marcel-Tribut, Dunkerque Spectateurs : 1 168 Diffuseur : Eurosport Player Arbitrage : Alexandre Perreau Niel |

| 5 janvier 2020 | SSEP Hombourg-Haut (R3) | 0 - 3   | AS Prix-lès-Mézières (N3)              | | |
| 17 h 15        |                         | (0 - 2) | 9e Houlot · 39e Thioune · 90+3e Casado | Stade De La Blies, Sarreguemines Spectateurs : 2 800 Diffuseur : Eurosport 2 Arbitrage : Mehdi Mokhtari | Stade De La Blies, Sarreguemines Spectateurs : 2 800 Diffuseur : Eurosport 2 Arbitrage : Mehdi Mokhtari |

| 6 janvier 2020 | FC Rouen (N2)                      | 3 - 0   | FC Metz (L1) | | |
| 20 h 55        | Dembi 6e · Fataki 77e · Diarra 88e | (1 - 0) |              | Stade Robert-Diochon, Le Petit-Quevilly Spectateurs : 8 000 Diffuseur : Eurosport 2 Arbitrage : Gaël Angoula | Stade Robert-Diochon, Le Petit-Quevilly Spectateurs : 8 000 Diffuseur : Eurosport 2 Arbitrage : Gaël Angoula |

- Groupe D

| 4 janvier 2020 | FC Guichen (N3) | 1 - 2   | SM Caen (L2)                  | | |
| 13 h           | Manounou 78e    | (0 - 2) | 10e Gioacchini · 26e Rivierez | Stade du Commandant Bougouin, Rennes Spectateurs : 3 000 Diffuseur : Eurosport 2 Arbitrage : Jérémy Stinat | Stade du Commandant Bougouin, Rennes Spectateurs : 3 000 Diffuseur : Eurosport 2 Arbitrage : Jérémy Stinat |

| 4 janvier 2020 | FC Versailles (N3) | 1 - 2   | US Granville (N2)             | | |
| 13 h           | Louvet 15e (pen.)  | (1 - 1) | 21e Lamrabette · 70e Mouaddib | Stade Montbauron, Versailles Spectateurs : 6 000 Diffuseur : Eurosport Player Arbitrage : Thierry Bouille | Stade Montbauron, Versailles Spectateurs : 6 000 Diffuseur : Eurosport Player Arbitrage : Thierry Bouille |

| 4 janvier 2020 | Stade briochin (N2)                       | 1 - 1 ap 3 - 4 t. a. b. | ESM Gonfreville-l'Orcher (N3)                 | | |
| 15 h           | Bloudeau 56e (pen.)                       | (0 - 0)                 | 89e Mendy                                     | Stade Fred-Aubert, Saint-Brieuc Spectateurs : 3 749 Diffuseur : Eurosport Player Arbitrage : Olivier Thual | Stade Fred-Aubert, Saint-Brieuc Spectateurs : 3 749 Diffuseur : Eurosport Player Arbitrage : Olivier Thual |
| 15 h           | Bloudeau · Allée · N'Diaye · ? · Le Marer | Tirs au but 3 - 4       | Hamouda · Auzou · Abdelkader-Berrehil · Mendy | Stade Fred-Aubert, Saint-Brieuc Spectateurs : 3 749 Diffuseur : Eurosport Player Arbitrage : Olivier Thual | Stade Fred-Aubert, Saint-Brieuc Spectateurs : 3 749 Diffuseur : Eurosport Player Arbitrage : Olivier Thual |

| 4 janvier 2020 | Stade rennais FC (L1)                                                   | 0 - 0 ap 5 - 4 t. a. b. | Amiens SC (L1)                                                     |                                                                                             |                                                                                             |
| 18 h           |                                                                         | (0 - 0)                 |                                                                    | Roazhon Park, Rennes Spectateurs : 13 525 Diffuseur : Eurosport 2 Arbitrage : Mikaël Lesage | Roazhon Park, Rennes Spectateurs : 13 525 Diffuseur : Eurosport 2 Arbitrage : Mikaël Lesage |
| 18 h           | Siebatcheu · Hunou · Gboho · Traoré · Del Castillo · Gnagnon · Da Silva | Tirs au but 5 - 4       | Chedjou · Talal · Ghoddos · Aleesami · Gnahoré · Diabaté · Dibassy | Roazhon Park, Rennes Spectateurs : 13 525 Diffuseur : Eurosport 2 Arbitrage : Mikaël Lesage | Roazhon Park, Rennes Spectateurs : 13 525 Diffuseur : Eurosport 2 Arbitrage : Mikaël Lesage |

| 4 janvier 2020 | Red Star FC (N)           | 2 - 1   | FC Chambly Oise (L2) | | |
| 18 h           | Verdier 60e · Chahiri 75e | (0 - 1) | 10e David            | Stade Bauer, Saint-Ouen-sur-Seine Spectateurs : 2 500 Diffuseur : Eurosport 2 Arbitrage : Jérôme Miguelgorry | Stade Bauer, Saint-Ouen-sur-Seine Spectateurs : 2 500 Diffuseur : Eurosport 2 Arbitrage : Jérôme Miguelgorry |

| 5 janvier 2020 | FC Lorient (L2)                  | 2 - 1 ap | Stade brestois 29 (L1) | | |
| 14 h 15        | Marveaux 22e (pen.) · Wissa 112e | (1 - 1)  | 36e Charbonnier        | Stade du Moustoir, Lorient Spectateurs : 10 686 Diffuseur : France 3 Régions Arbitrage : Eric Wattellier | Stade du Moustoir, Lorient Spectateurs : 10 686 Diffuseur : France 3 Régions Arbitrage : Eric Wattellier |

| 5 janvier 2020 | FC Dieppe (N3) | 1 - 3   | Angers SCO (L1)            | | |
| 17 h 15        | Etame 86e      | (0 - 0) | Thomas · 84e 90+4e Capelle | Stade Jean-Dasnias, Saint-Aubin-sur-Scie Spectateurs : 4 457 Diffuseur : Eurosport 2 Arbitrage : Antony Gautier | Stade Jean-Dasnias, Saint-Aubin-sur-Scie Spectateurs : 4 457 Diffuseur : Eurosport 2 Arbitrage : Antony Gautier |

| 5 janvier 2020 | ESA Linas-Montlhéry (R1) | 0 - 6   | Paris Saint-Germain (L1)                                             | | |
| 20 h 55        |                          | (0 - 2) | 30e Aouchiche · 41e 60e Cavani · 63e 69e Sarabia · 87e Choupo-Moting | Stade Robert-Bobin, Bondoufle Spectateurs : 14 987 Diffuseur : Eurosport 2 Arbitrage : Frank Schneider | Stade Robert-Bobin, Bondoufle Spectateurs : 14 987 Diffuseur : Eurosport 2 Arbitrage : Frank Schneider |

### Seizièmes de finale
À ce stade de la compétition, le Petit Poucet est :  JS Saint-Pierroise (R1 La Réunion).
Le tirage au sort a lieu le 6 janvier juste avant la rencontre FC Rouen - FC Metz.
| 16 janvier 2020 | Pau FC (N)                        | 3 - 2 ap | Girondins de Bordeaux (L1) |                                                                                                 |                                                                                                 |
| 20 h 55         | Name 23e · Jarju 44e · Gueye 117e | (2 - 1)  | 41e Maja · 82e de Préville | Stade du Hameau, Pau Spectateurs : 15 668 Diffuseur : Eurosport 2 Arbitrage : Hakim Ben El Hadj | Stade du Hameau, Pau Spectateurs : 15 668 Diffuseur : Eurosport 2 Arbitrage : Hakim Ben El Hadj |

| 17 janvier 2020 | US Granville (N2) | 0 - 3   | Olympique de Marseille (L1)             | | |
| 21 h 5          |                   | (0 - 0) | 77e Álvaro · 83e Radonjić · 90+2e Payet | Stade Michel-d'Ornano, Caen Spectateurs : 19 479 Diffuseur : Eurosport 1, France 3 Arbitrage : Antony Gautier | Stade Michel-d'Ornano, Caen Spectateurs : 19 479 Diffuseur : Eurosport 1, France 3 Arbitrage : Antony Gautier |

| 18 janvier 2020 | OGC Nice (L1)           | 2 - 1   | Red Star FC (N) |                                                                                               |                                                                                               |
| 13h00           | Danilo 27e · Ganago 29e | (2 - 0) | 90+2e Hamache   | Allianz Riviera, Nice Spectateurs : 14 622 Diffuseur : Eurosport 2 Arbitrage : Clément Turpin | Allianz Riviera, Nice Spectateurs : 14 622 Diffuseur : Eurosport 2 Arbitrage : Clément Turpin |

| 18 janvier 2020 | SAS Épinal (N2) | 1 - 0 ap | JS Saint-Pierroise (R1 La Réunion) | | |
| 13 h            | Berkane 118e    | (0 - 0)  |                                    | Stade de la Colombière, Épinal Spectateurs : 3 500 Diffuseur : Eurosport 2 Arbitrage : Eric Wattellier | Stade de la Colombière, Épinal Spectateurs : 3 500 Diffuseur : Eurosport 2 Arbitrage : Eric Wattellier |

| 18 janvier 2020 | AS Prix-lès-Mézières (N3) | 0 - 1   | FC Limonest St-Didier (N3) | | |
| 13 h            |                           | (0 - 0) | 53e Rouvière               | Stade du Petit-Bois, Charleville-Mézières Spectateurs : 2 372 Diffuseur : Eurosport 2 Arbitrage : Stéphanie Frappart | Stade du Petit-Bois, Charleville-Mézières Spectateurs : 2 372 Diffuseur : Eurosport 2 Arbitrage : Stéphanie Frappart |

| 18 janvier 2020 | ASM Belfort (N2)            | 3 - 1   | AS Nancy-Lorraine (L2) | | |
| 15 h            | Grasso 7e · Régnier 73e 78e | (1 - 1) | 25e Dembélé            | Stade Roger-Serzian, Belfort Spectateurs : 2 181 Diffuseur : Eurosport 2 Arbitrage : Nicolas Rainville | Stade Roger-Serzian, Belfort Spectateurs : 2 181 Diffuseur : Eurosport 2 Arbitrage : Nicolas Rainville |

| 18 janvier 2020 | ESM Gonfreville-l'Orcher (N3) | 0 - 2   | LOSC Lille (L1)          |                                                                                               |                                                                                               |
| 15 h            |                               | (0 - 0) | 69e Rémy · 90+2e Osimhen | Stade Océane, Le Havre Spectateurs : 15 491 Diffuseur : Eurosport 2 Arbitrage : Willy Delajod | Stade Océane, Le Havre Spectateurs : 15 491 Diffuseur : Eurosport 2 Arbitrage : Willy Delajod |

| 18 janvier 2020 | Paris FC (L2)            | 2 - 3   | AS Saint-Étienne (L1)              |                                                                                                 |                                                                                                 |
| 18 h            | Ménez 23e · Pitroipa 54e | (1 - 1) | 31e Khazri · 70e Abi · 78e Debuchy | Stade Charléty, Paris Spectateurs : 8 057 Diffuseur : Eurosport 2 Arbitrage : François Letexier | Stade Charléty, Paris Spectateurs : 8 057 Diffuseur : Eurosport 2 Arbitrage : François Letexier |

| 18 janvier 2020 | Angoulême Charente FC (N2) | 1 - 5   | RC Strasbourg Alsace (L1)                                                  |                                                                                               |                                                                                               |
| 18 h            | Franco 6e                  | (1 - 4) | 34e Zohi · 37e Thomasson · 38e Bellegarde · 44e Djiku · 83e (pen.) Ajorque | Stade Chanzy, Angoulême Spectateurs : 5 145 Diffuseur : Eurosport 2 Arbitrage : Jérémy Stinat | Stade Chanzy, Angoulême Spectateurs : 5 145 Diffuseur : Eurosport 2 Arbitrage : Jérémy Stinat |

| 18 janvier 2020 | FC Nantes (L1)                    | 3 - 4   | Olympique lyonnais (L1)                   | | |
| 20 h 55         | Emond 16e · Louza 83e · Simon 86e | (1 - 3) | 1re 9e Cherki · 37e Terrier · 69e Dembélé | Stade de la Beaujoire, Nantes Spectateurs : 24 511 Diffuseur : Eurosport 2 Arbitrage : Mikaël Lesage | Stade de la Beaujoire, Nantes Spectateurs : 24 511 Diffuseur : Eurosport 2 Arbitrage : Mikaël Lesage |

| 19 janvier 2020 | Dijon FCO (L1)                                                       | 5 - 0   | Nîmes Olympique (L1) |                                                                                                  |                                                                                                  |
| 17 h 15         | Cádiz 18e (pen.) · Mavididi 75e 89e · Chouiar 79e · Ecuele Manga 86e | (1 - 0) |                      | Stade Gaston-Gérard, Dijon Spectateurs : 7 964 Diffuseur : Eurosport 2 Arbitrage : Florent Batta | Stade Gaston-Gérard, Dijon Spectateurs : 7 964 Diffuseur : Eurosport 2 Arbitrage : Florent Batta |

| 19 janvier 2020 | Montpellier HSC (L1)                                            | 5 - 0   | SM Caen (L2) | | |
| 17 h 15         | Savanier 24e (pen.) · Laborde 37e · Delort 40e 64e · Mollet 59e | (3 - 0) |              | Stade de la Mosson, Montpellier Spectateurs : 4 697 Diffuseur : Eurosport 2 Arbitrage : Thomas Léonard | Stade de la Mosson, Montpellier Spectateurs : 4 697 Diffuseur : Eurosport 2 Arbitrage : Thomas Léonard |

| 19 janvier 2020 | FC Rouen (N2) | 1 - 4   | Angers SCO (L1)                             | | |
| 17 h 15         | Sidibé 13e    | (1 - 3) | 5e Alioui · 19e 23e El Melali · 81e Bahoken | Stade Robert-Diochon, Le Petit-Quevilly Spectateurs : 10 600 Diffuseur : Eurosport 2 Arbitrage : Benoît Millot | Stade Robert-Diochon, Le Petit-Quevilly Spectateurs : 10 600 Diffuseur : Eurosport 2 Arbitrage : Benoît Millot |

| 19 janvier 2020 | Athlético Marseille (N3) | 0 - 2   | Stade rennais FC (L1)       | | |
| 17 h 15         |                          | (0 - 2) | 23e Traoré · 45+1e Raphinha | Stade Parsemain, Fos-sur-Mer Spectateurs : 5 098 Diffuseur : Eurosport 2 Arbitrage : Amaury Delerue | Stade Parsemain, Fos-sur-Mer Spectateurs : 5 098 Diffuseur : Eurosport 2 Arbitrage : Amaury Delerue |

| 19 janvier 2020 | FC Lorient (L2) | 0 - 1   | Paris Saint-Germain (L1) |                                                                                                |                                                                                                |
| 20 h 55         |                 | (0 - 0) | 80e Sarabia              | Stade du Moustoir, Lorient Spectateurs : 14 000 Diffuseur : Eurosport 2 Arbitrage : Karim Abed | Stade du Moustoir, Lorient Spectateurs : 14 000 Diffuseur : Eurosport 2 Arbitrage : Karim Abed |

| 20 janvier 2020 | St-Pryvé St-Hilaire FC (N2) | 1 - 3   | AS Monaco (L1)                 | | |
| 20 h 55         | Antoine 83e                 | (0 - 3) | 12e 29e Baldé · 36e Ben Yedder | Stade de la Source, Orléans Spectateurs : 7 300 Diffuseur : Eurosport 2 Arbitrage : Frank Schneider | Stade de la Source, Orléans Spectateurs : 7 300 Diffuseur : Eurosport 2 Arbitrage : Frank Schneider |

### Huitièmes de finale
À ce stade de la compétition, le Petit Poucet est le FC Limonest St-Didier (N3)

Le tirage au sort a lieu le 19 janvier après le match FC Lorient - Paris Saint-Germain.
| 28 janvier 2020 | Angers SCO (L1)                                           | 4 - 5 ap              | Stade rennais FC (L1)                                           | Stade Raymond-Kopa, Angers                                             |                                                                        |
| 18 h 30         | Thioub 52e 85e · Bahoken 89e (pen.) · Pereira Lage 105+1e | (0 - 2, 3 - 3, 4 - 4) | 37e Léa-Siliki · 42e 61e (pen.) Niang · 101e Gboho · 110e Gélin | Spectateurs : 9 821 Diffuseur : Eurosport 2 Arbitrage : Thomas Leonard | Spectateurs : 9 821 Diffuseur : Eurosport 2 Arbitrage : Thomas Leonard |

| 28 janvier 2020 | ASM Belfort (N2)                                            | 0 - 0                 | Montpellier HSC (L1)                                      | Stade Roger-Serzian, Belfort                                          |                                                                       |
| 18 h 30         |                                                             | (0 - 0, 0 - 0, 0 - 0) |                                                           | Spectateurs : 4 590 Diffuseur : Eurosport 2 Arbitrage : Olivier Thual | Spectateurs : 4 590 Diffuseur : Eurosport 2 Arbitrage : Olivier Thual |
| 18 h 30         | Regnier · Magassouba · Grasso · Ranneaud · Cuenin · Loichot | Tirs au but 5 - 4     | Savanier · Delort · Sambia · Laborde · Camara · Le Tallec | Spectateurs : 4 590 Diffuseur : Eurosport 2 Arbitrage : Olivier Thual | Spectateurs : 4 590 Diffuseur : Eurosport 2 Arbitrage : Olivier Thual |

| 28 janvier 2020 | FC Limonest St-Didier (N3) | 1 - 2 ap              | Dijon FCO (L1)              | Groupama OL Training Center, Décines-Charpieu                      |                                                                    |
| 18 h 30         | Bouzit 49e                 | (0 - 0, 1 - 1, 1 - 1) | 55e Cádiz · 120+1e Mavididi | Spectateurs : 2 600 Diffuseur : Eurosport 2 Arbitrage : Karim Abed | Spectateurs : 2 600 Diffuseur : Eurosport 2 Arbitrage : Karim Abed |

| 28 janvier 2020 | AS Monaco (L1) | 0 - 1   | AS Saint-Étienne (L1) | Stade Louis-II, Monaco                                              |                                                                     |
| 20 h 55         |                | (0 - 1) | 24e Bouanga           | Spectateurs : 3 485 Diffuseur : Eurosport 2 Arbitrage : Johan Hamel | Spectateurs : 3 485 Diffuseur : Eurosport 2 Arbitrage : Johan Hamel |

| 29 janvier 2020 | Pau FC (N) | 0 - 2   | Paris Saint-Germain (L1)  | Stade du Hameau, Pau                                                   |                                                                        |
| 18 h 30         |            | (0 - 1) | 25e Paredes · 53e Sarabia | Spectateurs : 16 707 Diffuseur : Eurosport 2 Arbitrage : Florent Batta | Spectateurs : 16 707 Diffuseur : Eurosport 2 Arbitrage : Florent Batta |

| 29 janvier 2020 | SAS Épinal (N2) | 2 - 1   | LOSC Lille (L1) | Stade de la Colombière, Épinal                                             |                                                                            |
| 18 h 30         | Krasso 56e 62e  | (0 - 1) | 8e Rémy         | Spectateurs : 3 500 Diffuseur : Eurosport 2 Arbitrage : Jérôme Miguelgorry | Spectateurs : 3 500 Diffuseur : Eurosport 2 Arbitrage : Jérôme Miguelgorry |

| 29 janvier 2020 | Olympique de Marseille (L1)                | 3 - 1   | RC Strasbourg Alsace (L1) | Stade Vélodrome, Marseille                                                       |                                                                                  |
| 21 h 5          | Sarr 32e · Payet 43e (pen.) · Kamara 90+4e | (2 - 0) | 59e Corgnet               | Spectateurs : 29 589 Diffuseur : France 3, Eurosport 2 Arbitrage : Mikael Lesage | Spectateurs : 29 589 Diffuseur : France 3, Eurosport 2 Arbitrage : Mikael Lesage |

| 30 janvier 2020 | OGC Nice (L1) | 1 - 2   | Olympique lyonnais (L1)          | Allianz Riviera, Nice                                                   |                                                                         |
| 20 h 55         | Ounas 89e     | (0 - 1) | 15e Dembélé · 90+3e (pen.) Aouar | Spectateurs : 9 646 Diffuseur : Eurosport 2 Arbitrage : Frank Schneider | Spectateurs : 9 646 Diffuseur : Eurosport 2 Arbitrage : Frank Schneider |

### Quarts de finale
À ce stade de la compétition, les Petits Poucets sont : ASM Belfort (N2) & SAS Épinal (N2)

Le tirage au sort a lieu le 30 janvier avant le match OGC Nice - Olympique lyonnais.
| 11 février 2020 | ASM Belfort (N2) | 0 - 3   | Stade rennais FC (L1)                              | Stade Auguste-Bonal, Montbéliard                                        |                                                                         |
| 20 h 55         |                  | (0 - 1) | 23e Raphinha · 71e (pen.) Niang · 90+1e Siebatcheu | Spectateurs : 19 506 Diffuseur : Eurosport 2 Arbitrage : Amaury Delerue | Spectateurs : 19 506 Diffuseur : Eurosport 2 Arbitrage : Amaury Delerue |

| 12 février 2020 | Dijon FCO (L1) | 1 - 6   | Paris Saint-Germain (L1)                                                            | Stade Gaston-Gérard, Dijon                                              |                                                                         |
| 18 h 30         | Chouiar 13e    | (1 - 2) | 1re (csc) Lautoa · 44e Mbappé · 50e Silva · 55e 90+1e Sarabia · 86e (csc) Coulibaly | Spectateurs : 14 593 Diffuseur : Eurosport 2 Arbitrage : Benoît Bastien | Spectateurs : 14 593 Diffuseur : Eurosport 2 Arbitrage : Benoît Bastien |

| 12 février 2020 | Olympique lyonnais (L1) | 1 - 0   | Olympique de Marseille (L1) | Groupama Stadium, Décines-Charpieu                                                 |                                                                                    |
| 21 h 5          | Aouar 81e               | (0 - 0) |                             | Spectateurs : 36 000 Diffuseur : France 3 et Eurosport 2 Arbitrage : Benoît Millot | Spectateurs : 36 000 Diffuseur : France 3 et Eurosport 2 Arbitrage : Benoît Millot |

| 13 février 2020 | SAS Épinal (N2)   | 1 - 2   | AS Saint-Étienne (L1)    | Stade Marcel-Picot, Nancy                                                  |                                                                            |
| 21 h            | Krasso 62e (pen.) | (0 - 1) | 37e Bouanga · 58e Camara | Spectateurs : 12 730 Diffuseur : Eurosport 2 Arbitrage : François Letexier | Spectateurs : 12 730 Diffuseur : Eurosport 2 Arbitrage : François Letexier |

### Demi-finale
Le tirage au sort a lieu le 13 février 2020 avant le match SAS Épinal - AS Saint-Étienne

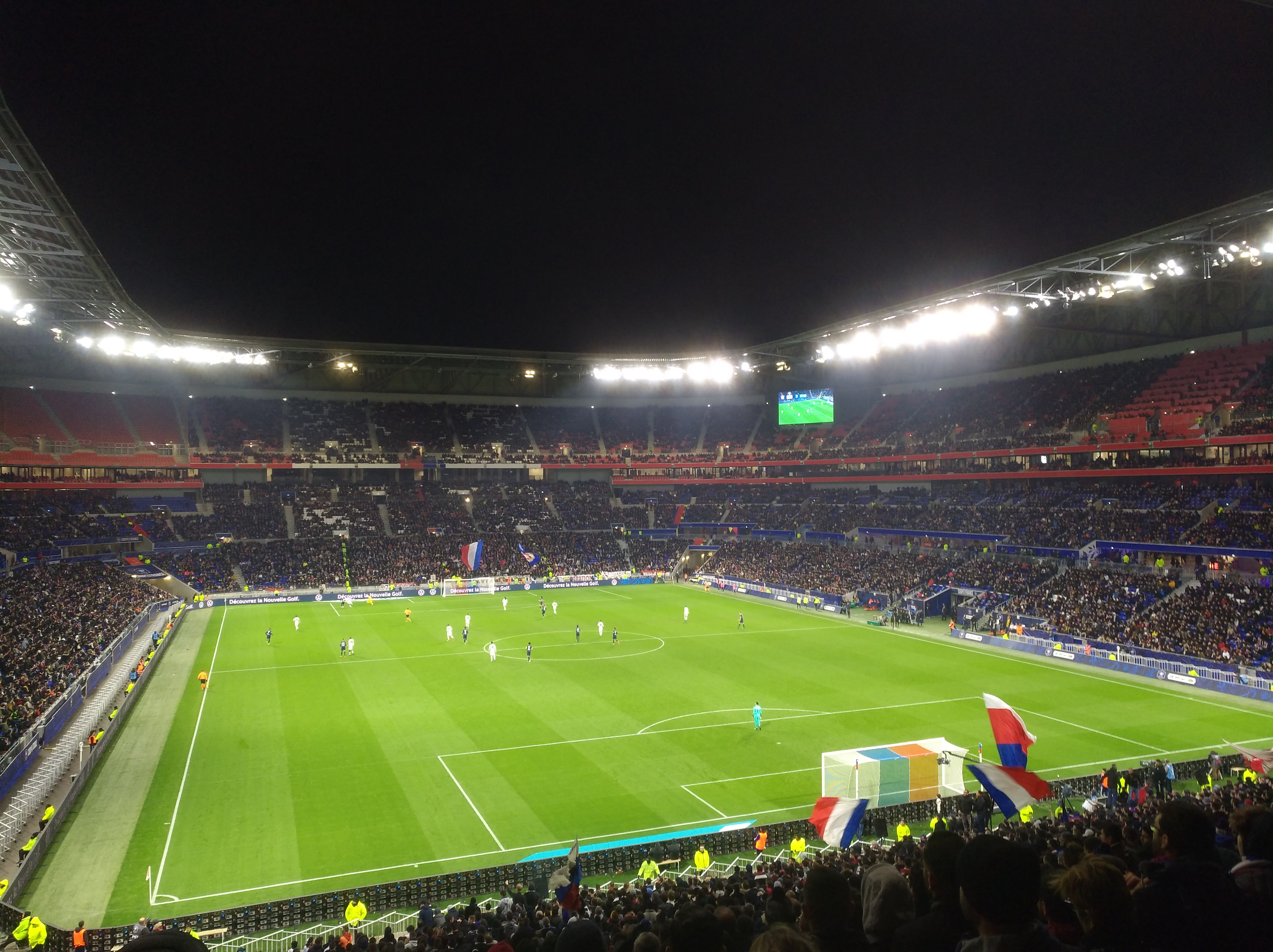
Vue du Groupama Stadium de Lyon lors de la demi-finale entre l'OL et le PSG (1-5).

| 4 mars 2020 | Olympique lyonnais (L1) | 1 - 5   | Paris Saint-Germain (L1)                               | Groupama Stadium, Décines-Charpieu                                              |                                                                                 |
| 21 h 10     | Terrier 11e             | (1 - 1) | 14e 70e 90+2e Mbappé · 64e (pen.) Neymar · 81e Sarabia | Spectateurs : 45 754 Diffuseur : France 2, Eurosport 2 Arbitrage : Ruddy Buquet | Spectateurs : 45 754 Diffuseur : France 2, Eurosport 2 Arbitrage : Ruddy Buquet |

| 5 mars 2020 | AS Saint-Étienne (L1)               | 2 - 1   | Stade rennais FC (L1) | Stade Geoffroy-Guichard, Saint-Étienne                                  |                                                                         |
| 20 h 55     | Kolodziejczak 43e · Boudebouz 90+4e | (1 - 1) | 33e (pen.) Niang      | Spectateurs : 30 535 Diffuseur : Eurosport 2 Arbitrage : Antony Gautier | Spectateurs : 30 535 Diffuseur : Eurosport 2 Arbitrage : Antony Gautier |

### Finale
La finale, qui aurait dû se disputer le samedi 25 avril 2020 à 21 h au Stade de France, à Saint-Denis, est repoussée au vendredi 24 juillet 2020 en raison de la pandémie de Covid-19,,.
| Paris ·       |                          |  |
| Titulaires :  |                          |  |
|               |                          |  |
| 01            | Keylor Navas             |  |
| 25            | Mitchel Bakker           |  |
| 05            | Marquinhos               |  |
| 02            | Thiago Silva             |  |
| 04            | Thilo Kehrer 20e         |  |
| 27            | Idrissa Gueye            |  |
| 08            | Leandro Paredes 75e      |  |
| 10            | Neymar 14e               |  |
| 11            | Ángel Di María           |  |
| 07            | Kylian Mbappé 33e        |  |
| 18            | Mauro Icardi             |  |
|               |                          |  |
| Remplaçants : |                          |  |
| 16            | Sergio Rico              |  |
| 03            | Presnel Kimpembe         |  |
| 20            | Layvin Kurzawa           |  |
| 31            | Colin Dagba 20e          |  |
| 06            | Marco Verratti 75e       |  |
| 19            | Pablo Sarabia 33e        |  |
| 21            | Ander Herrera            |  |
| 23            | Julian Draxler           |  |
| 17            | Eric Maxim Choupo-Moting |  |
|               |                          |  |
| Entraîneur :  |                          |  |
| Thomas Tuchel |                          |  |

| Saint-Étienne · |                          |  |
| Titulaires :    |                          |  |
|                 |                          |  |
| 30              | Jessy Moulin             |  |
| 05              | Timothée Kolodziejczak   |  |
| 03              | Wesley Fofana            |  |
| 24              | Loïc Perrin              |  |
| 26              | Mathieu Debuchy 83e      |  |
| 06              | Yann M'Vila              |  |
| 08              | Mahdi Camara 45e         |  |
| 20              | Denis Bouanga            |  |
| 07              | Ryad Boudebouz 75e       |  |
| 27              | Yvann Maçon 34e          |  |
| 21              | Romain Hamouma 45e       |  |
|                 |                          |  |
| Remplaçants :   |                          |  |
| 01              | Stefan Bajic             |  |
| 02              | Harold Moukoudi 34e      |  |
| 19              | Yvan Neyou 45e           |  |
| 33              | Maxence Rivera           |  |
| 37              | Aïmen Moueffek           |  |
| 10              | Wahbi Khazri 45e         |  |
| 14              | Jean-Philippe Krasso 83e |  |
| 18              | Arnaud Nordin 75e        |  |
| 31              | Charles Abi              |  |
|                 |                          |  |
| Entraîneur :    |                          |  |
| Claude Puel     |                          |  |

| Paris ·       |                          |  |
| Titulaires :  |                          |  |
|               |                          |  |
| 01            | Keylor Navas             |  |
| 25            | Mitchel Bakker           |  |
| 05            | Marquinhos               |  |
| 02            | Thiago Silva             |  |
| 04            | Thilo Kehrer 20e         |  |
| 27            | Idrissa Gueye            |  |
| 08            | Leandro Paredes 75e      |  |
| 10            | Neymar 14e               |  |
| 11            | Ángel Di María           |  |
| 07            | Kylian Mbappé 33e        |  |
| 18            | Mauro Icardi             |  |
|               |                          |  |
| Remplaçants : |                          |  |
| 16            | Sergio Rico              |  |
| 03            | Presnel Kimpembe         |  |
| 20            | Layvin Kurzawa           |  |
| 31            | Colin Dagba 20e          |  |
| 06            | Marco Verratti 75e       |  |
| 19            | Pablo Sarabia 33e        |  |
| 21            | Ander Herrera            |  |
| 23            | Julian Draxler           |  |
| 17            | Eric Maxim Choupo-Moting |  |
|               |                          |  |
| Entraîneur :  |                          |  |
| Thomas Tuchel |                          |  |

| Saint-Étienne · |                          |  |
| Titulaires :    |                          |  |
|                 |                          |  |
| 30              | Jessy Moulin             |  |
| 05              | Timothée Kolodziejczak   |  |
| 03              | Wesley Fofana            |  |
| 24              | Loïc Perrin              |  |
| 26              | Mathieu Debuchy 83e      |  |
| 06              | Yann M'Vila              |  |
| 08              | Mahdi Camara 45e         |  |
| 20              | Denis Bouanga            |  |
| 07              | Ryad Boudebouz 75e       |  |
| 27              | Yvann Maçon 34e          |  |
| 21              | Romain Hamouma 45e       |  |
|                 |                          |  |
| Remplaçants :   |                          |  |
| 01              | Stefan Bajic             |  |
| 02              | Harold Moukoudi 34e      |  |
| 19              | Yvan Neyou 45e           |  |
| 33              | Maxence Rivera           |  |
| 37              | Aïmen Moueffek           |  |
| 10              | Wahbi Khazri 45e         |  |
| 14              | Jean-Philippe Krasso 83e |  |
| 18              | Arnaud Nordin 75e        |  |
| 31              | Charles Abi              |  |
|                 |                          |  |
| Entraîneur :    |                          |  |
| Claude Puel     |                          |  |

## Synthèse

### Localisation des clubs engagés pour la phase finale
| [[Fichier:France location map-Regions and departements-2016.svg\|750px\|{{#if:\|{{{alt}}}\|Coupe de France de football 2019-2020 est dans la page France.]]Amiens SC Angers SCO Girondins de Bordeaux Stade brestois 29 Dijon FCO LOSC Lille Olympique Lyonnais FC Metz AS Monaco Montpellier HSC FC Nantes OGC Nice Nîmes Olympique Stade rennais FC AS Saint-Étienne RC Strasbourg Toulouse FC SM Caen FC Chambly Oise Le Mans FC FC Lorient AS Nancy-Lorraine Chamois niortais FC Rodez AF Valenciennes FC FC Bastia-Borgo Bourg-en-Bresse 01 Pau FC Le Puy Foot Angoulême Charente FC ASM Belfort Stade briochin SAS Épinal ÉFC Fréjus Saint-Raphaël US Granville St-Pryvé St-Hilaire FC FC Rouen Trélissac FC Aviron bayonnais FC FC Challans FC Dieppe AS Fabrègues Olympique Grande-Synthe ESM Gonfreville-l'Orcher FC Guichen FC Limonest St-Didier FC Montceau Bourgogne AS Prix-lès-Mézières US Raon Sablé FC Tours FC SSEP Hombourg-Haut Marseille Reims Villes ayant plusieurs clubs : · Clubs de Marseille Olympique de Marseille · Athlético Marseille · Clubs de Paris Paris Saint-Germain · Paris FC · Clubs de Reims Stade de Reims · ÉF Reims Sainte-Anne Localisation des clubs métropolitains | · [[Fichier:Ile-de-France_region_location_map.svg\|300px\|{{#if:\|{{{alt}}}\|Coupe de France de football 2019-2020 est dans la page Île-de-France.]]Paris Red Star FC Entente SSG ESA Linas-Montlhéry FC Versailles Localisation des clubs d'Île-de-France · [[Fichier:La Réunion arrondissement commune map.svg\|200px\|{{#if:\|{{{alt}}}\|Coupe de France de football 2019-2020 est dans la page La Réunion.]]JS Saint-Pierroise Localisation du club de La Réunion · \| Légende 32es de finale 16es de finale 8es de finale Quarts de finale Demi-finales Finaliste Vainqueur \| |
| Légende 32es de finale 16es de finale 8es de finale Quarts de finale Demi-finales Finaliste Vainqueur | |

### Nombre d'équipes par division et par tour
| Divisions / Manches | 7e tour       | 8e tour       | 32es de finale | 16es de finale | 8es de finale | Quarts de finale | Demi-finales  | Finale        | Vainqueur     |
| ------------------- | ------------- | ------------- | -------------- | -------------- | ------------- | ---------------- | ------------- | ------------- | ------------- |
| Ligue 1 (1)         | Absents       | Absents       | 20             | 15             | 12            | 6                | 4             | 2             | 1             |
| Ligue 2 (2)         | 20            | 12            | 9              | 4              | Aucune équipe | Aucune équipe    | Aucune équipe | Aucune équipe | Aucune équipe |
| National (3)        | 13            | 10            | 5              | 2              | 1             | Aucune équipe    | Aucune équipe | Aucune équipe | Aucune équipe |
| National 2 (4)      | 24            | 19            | 10             | 6              | 2             | 2                | Aucune équipe | Aucune équipe | Aucune équipe |
| National 3 (5)      | 46            | 28            | 16             | 4              | 1             | Aucune équipe    | Aucune équipe | Aucune équipe | Aucune équipe |
| Régional 1 (6)      | 37            | 10            | 2              | Aucune équipe  | Aucune équipe | Aucune équipe    | Aucune équipe | Aucune équipe | Aucune équipe |
| Régional 2 (7)      | 19            | 4             | Aucune équipe  | Aucune équipe  | Aucune équipe | Aucune équipe    | Aucune équipe | Aucune équipe | Aucune équipe |
| Régional 3 (8)      | 5             | 1             | 1              | Aucune équipe  | Aucune équipe | Aucune équipe    | Aucune équipe | Aucune équipe | Aucune équipe |
| Régional 4 (9)      | Aucune équipe | Aucune équipe | Aucune équipe  | Aucune équipe  | Aucune équipe | Aucune équipe    | Aucune équipe | Aucune équipe | Aucune équipe |
| Départemental (8+)  | 1             | Aucune équipe | Aucune équipe  | Aucune équipe  | Aucune équipe | Aucune équipe    | Aucune équipe | Aucune équipe | Aucune équipe |
| Outre-mer           | 11            | 4             | 1              | 1              | Aucune équipe | Aucune équipe    | Aucune équipe | Aucune équipe | Aucune équipe |
| Total               | 176           | 88            | 64             | 32             | 16            | 8                | 4             | 2             | 1             |

1. ↑  Existe seulement en Corse (Voir Structure du football en France).
2. ↑  Il n'y a pas de Régional 3 au sein de la ligue Méditerranée (Voir Structure du football en France).

### Parcours des clubs professionnels
- Les clubs de National font leur entrée dans la compétition lors du cinquième tour.
- Les clubs de Ligue 2 font leur entrée dans la compétition lors du septième tour.
- Les clubs de Ligue 1 font leur entrée dans la compétition lors des trente-deuxièmes de finale.

| Clubs                  | Parcours précédent | Parcours 2019-2020 |
| ---------------------- | ------------------ | ------------------ |
| Paris Saint-Germain    | Finaliste          | Vainqueur          |
| LOSC Lille             | 1/8 de finale      | 1/8 de finale      |
| Olympique lyonnais     | 1/2 finale         | 1/2 finale         |
| AS Saint-Étienne       | 1/16 de finale     | Finaliste          |
| Olympique de Marseille | 1/32 de finale     | 1/4 de finale      |
| Montpellier HSC        | 1/32 de finale     | 1/8 de finale      |
| OGC Nice               | 1/32 de finale     | 1/8 de finale      |
| Stade de Reims         | 1/16 de finale     | 1/32 de finale     |
| Nîmes Olympique        | 1/32 de finale     | 1/16 de finale     |
| Stade rennais FC       | Vainqueur          | 1/2 finale         |
| RC Strasbourg Alsace   | 1/16 de finale     | 1/8 de finale      |
| FC Nantes              | 1/2 finale         | 1/16 de finale     |
| Angers SCO             | 1/32 de finale     | 1/8 de finale      |
| Girondins de Bordeaux  | 1/32 de finale     | 1/16 de finale     |
| Amiens SC              | 1/16 de finale     | 1/32 de finale     |
| Toulouse FC            | 1/8 de finale      | 1/32 de finale     |
| AS Monaco              | 1/16 de finale     | 1/8 de finale      |
| Dijon FCO              | 1/4 de finale      | 1/4 de finale      |
| FC Metz                | 1/8 de finale      | 1/32 de finale     |
| Stade brestois 29      | 1/32 de finale     | 1/32 de finale     |

| Clubs                  | Parcours précédent | Parcours 2019-2020 |
| ---------------------- | ------------------ | ------------------ |
| SM Caen                | 1/4 de finale      | 1/16 de finale     |
| EA Guingamp            | 1/8 de finale      | 7e tour            |
| ES Troyes AC           | 8e tour            | 7e tour            |
| Paris FC               | 7e tour            | 1/16 de finale     |
| RC Lens                | 1/32 de finale     | 8e tour            |
| FC Lorient             | 7e tour            | 1/16 de finale     |
| Le Havre AC            | 1/16 de finale     | 7e tour            |
| US Orléans             | 1/4 de finale      | 8e tour            |
| Grenoble Foot 38       | 1/32 de finale     | 7e tour            |
| Clermont Foot 63       | 1/32 de finale     | 7e tour            |
| LB Châteauroux         | 1/32 de finale     | 7e tour            |
| Chamois niortais FC    | 1/32 de finale     | 1/32 de finale     |
| Valenciennes FC        | 1/32 de finale     | 1/32 de finale     |
| AS Nancy-Lorraine      | 1/16 de finale     | 1/16 de finale     |
| AJ Auxerre             | 7e tour            | 8e tour            |
| FC Sochaux-Montbéliard | 1/32 de finale     | 7e tour            |
| AC Ajaccio             | 7e tour            | 7e tour            |
| Rodez AF               | 8e tour            | 1/32 de finale     |
| FC Chambly Oise        | 7e tour            | 1/32 de finale     |
| Le Mans FC             | 7e tour            | 1/32 de finale     |

| Clubs              | Parcours précédent | Parcours 2019-2020 |
| ------------------ | ------------------ | ------------------ |
| GFC Ajaccio        | 1/32 de finale     | 7e tour            |
| AS Béziers         | 7e tour            | 6e tour            |
| Red Star FC        | 1/32 de finale     | 1/16 de finale     |
| US Quevilly-Rouen  | 6e tour            | 8e tour            |
| Bourg-en-Bresse 01 | 7e tour            | 1/32 de finale     |

### Clubs professionnels éliminés par des clubs amateurs
| Tour           | Club professionnel               | Club amateur                              | Écart |
| -------------- | -------------------------------- | ----------------------------------------- | ----- |
| 6e tour        | AS Béziers (National)            | US Colomiers (National 2)                 | 1     |
| 7e tour        | Le Havre AC (Ligue 2)            | USL Dunkerque (National)                  | 1     |
| 7e tour        | Clermont Foot 63 (Ligue 2)       | Bergerac Périgord FC (National 2)         | 2     |
| 7e tour        | AC Ajaccio (Ligue 2)             | US Saint-Flour (National 3)               | 3     |
| 7e tour        | Grenoble Foot 38 (Ligue 2)       | ÉFC Fréjus Saint-Raphaël (National 2)     | 2     |
| 7e tour        | GFC Ajaccio (National)           | ASM Belfort (National 2)                  | 1     |
| 7e tour        | FC Sochaux-Montbéliard (Ligue 2) | SAS Épinal (National 2)                   | 2     |
| 8e tour        | US Quevilly-Rouen (National)     | AS Prix-lès-Mézières (National 3)         | 2     |
| 8e tour        | AJ Auxerre (Ligue 2)             | SSEP Hombourg-Haut (Régional 3)           | 6     |
| 8e tour        | US Orléans (Ligue 2)             | FC Rouen (National 2)                     | 2     |
| 8e tour        | RC Lens (Ligue 2)                | FC Dieppe (National 3)                    | 3     |
| 1/32 de finale | Chamois Niortais FC (Ligue 2)    | JS Saint-Pierroise (Régional 1)           | 4     |
| 1/32 de finale | Rodez AF (Ligue 2)               | Athlético Marseille (National 3)          | 3     |
| 1/32 de finale | Toulouse FC (Ligue 1)            | Saint-Pryvé Saint-Hilaire FC (National 2) | 3     |
| 1/32 de finale | FC Metz (Ligue 1)                | FC Rouen (National 2)                     | 3     |
| 1/16 de finale | Girondins de Bordeaux (Ligue 1)  | Pau FC (National)                         | 2     |
| 1/16 de finale | AS Nancy-Lorraine (Ligue 2)      | ASM Belfort (National 2)                  | 2     |
| 1/8 de finale  | Montpellier HSC (Ligue 1)        | ASM Belfort (National 2)                  | 3     |
| 1/8 de finale  | LOSC Lille (Ligue 1)             | SAS Épinal (National 2)                   | 3     |